# Gamal Abdel Nasser
Gamal Abdel Nasser Hussein, también escrito como Gamal Abden-Náser (en árabe, جمال عبد الناصر Ŷamāl ʿAbd an-Nāṣir pronunciado / ɡæˈmæːl ʕæbdenˈnɑːsˤeɾ ħeˈseːn/; Alejandría, 15 de enero de 1918-El Cairo, 28 de septiembre de 1970), fue un militar y estadista egipcio, y el principal líder político árabe de su época, conocido impulsor del panarabismo y del socialismo árabe. Ocupó el cargo de presidente de Egipto desde 1954 hasta su muerte en 1970.
Nació en 1918, según algunas fuentes, en un pueblo de la provincia de Asiut (Alto Egipto) y, según otras, en la ciudad deltaica de Alejandría. Primogénito de un funcionario de correos, estudió en la Academia Militar entre 1938 y 1939, se graduó en ella e ingresó como teniente en las Fuerzas Armadas, lo cual le permitió acceder a un nivel de vida mejor al de las masas egipcias. Nasser pronto demostró iniciativa personal y ascendió prontamente en las filas del Ejército. En 1948 participó en la guerra contra Israel con el grado de comandante. Al año siguiente, en 1949, fundó junto a otros militares jóvenes la organización de los Oficiales Libres, que en 1952 dio un golpe de Estado que destronó al rey Faruq y proclamó la República, dirigida por el Consejo de la Revolución, que él mismo presidió hasta su muerte.
En 1952, Egipto sufría una aguda crisis a todos los niveles: corrupción, inoperancia de la Constitución, control absoluto por parte de los británicos y los franceses, miseria de la población, desprestigio de la figura del rey, etc. El Ejército también se encontraba convulso por la derrota frente a Israel en la guerra árabe-israelí de 1948, y en su seno se había formado una sociedad secreta (creada en el año 1949) llamada Movimiento de Oficiales Libres. La crisis culminó en el alzamiento de 1952. La dirección del movimiento corrió a cargo del ejército y, en especial, del Comité de Oficiales Libres (en el que pronto destacaría la figura de Nasser). Estos militares pronto entraron en contacto con partidos de izquierda y con otros grupos contrarios al régimen. El golpe militar del 22 de julio de 1952, que se impuso sin demasiada oposición.
Con la llegada al poder, el Movimiento de los Oficiales Libres, hegemónico en el gobierno, comenzó a aplicar su programa, cada vez más vinculado a las ideas personales de Nasser. El nuevo régimen se debatió entonces entre dos proyectos contradictorios representados por las dos figuras centrales de la revolución: el general Muhammad Naguib, presidente de la República, que abogaba por la convocatoria de una asamblea constituyente y el restablecimiento de las libertades políticas y Nasser, vicepresidente, que defendía en cambio un régimen de unidad y dignificación a través del socialismo. En noviembre de 1954, Naguib fue destituido de todos sus cargos y sometido a arresto domiciliario por orden de Nasser. Así, este pasó a encabezar la revolución y devino el protagonista de la política egipcia.
Los años 1955 y 1956 sirvieron para consolidar el mando de Nasser, cuyo prestigio se extendió a la política internacional. En esta situación se desencadenó la crisis internacional del canal de Suez. La Conferencia de Bandung, celebrada en abril de 1955, convirtió a Nasser en uno de los líderes (junto al yugoslavo Tito y al indio Nehru) de la filosofía del neutralismo positivo o movimiento de los no alineados. La neutralidad de Egipto durante la Guerra Fría causó tensiones con las potencias occidentales, que se negaron a financiar la construcción de la presa de Asuán. En represalia, Nasser nacionalizó la compañía del canal de Suez en 1956. El Reino Unido, Francia e Israel organizaron una ofensiva para retomar el control del canal, pero hubieron de replegarse por la presión conjunta de los Estados Unidos y la Unión Soviética. Esta ganó cierta influencia en Egipto gracias al ofrecimiento de ayuda financiera y técnica para la construcción de la presa de Asuán. El resultado de la crisis incrementó considerablemente el predicamento de Nasser en el mundo árabe; sus discursos en favor de la unión árabe culminaron con la creación de la República Árabe Unida en la que ingresaron Egipto y Siria en 1958.
Desde la nacionalización del Canal, Nasser fue el referente principal del nacionalismo árabe o panarabismo, de orientación socialista y populista. Con fundamentos panarabistas, Nasser intentó sin éxito ganarse un lugar en el comercio de petróleo con las grandes potencias, del que Egipto no participaba. En febrero de 1958, a iniciativa del Partido Baaz de Siria, se unificaron los dos Estados en la República Árabe Unida, bajo la presidencia de Nasser, aunque la unión se disolvió en septiembre de 1961.
Su política interna se caracterizó por un fuerte autoritarismo, aunque el propio Nasser evitó dar la apariencia de una dictadura e insistió en mostrar a las Fuerzas Armadas (y no a sí mismo) como «verdadero detentador del poder». Firme creyente en el panarabismo, pugnó por extender sus ideas al resto de países árabes y mostró solidaridad con los movimientos anticoloniales de Túnez y Argelia, mientras apoyaba a políticos de Oriente Próximo que eliminaban la influencia británica y francesa de la región. Nasser se adhirió a las doctrinas del socialismo árabe y en consecuencia redujo drásticamente el poder de la antigua aristocracia egipcia, impulsando la intervención estatal en la economía, nacionalizando empresas de capitales británicos y franceses, y dictando leyes sociales en favor del laicismo (emancipación de la mujer, primacía de los tribunales civiles sobre los religiosos). Si bien Nasser era un sincero musulmán, no titubeó en perseguir a los clérigos islámicos que cuestionaban la «revolución del socialismo árabe»; esto le llevó a una pugna con los sectores más radicales del islam como los Hermanos Musulmanes, a los cuales Nasser percibió como «saboteadores retrógrados» que «buscaban retornar al viejo orden», y que fueron perseguidos desde 1953.
En la Guerra de junio de 1967 el ejército egipcio, coordinado con los de Siria y Jordania (que conformaban la «coalición árabe»), sufrió una estrepitosa derrota en tierra y aire ante Israel, lo que supuso el principio del declive del aura de Nasser y, en general, del nacionalismo árabe. Tras conocerse en Egipto las noticias del triunfo israelí, Nasser dimitió, pero sus asesores (entre ellos Anwar el-Sadat) le requirieron que siguiera en su puesto, mientras manifestaciones callejeras exigían que continuase en el poder, por lo cual la renuncia fue anulada. El nasserismo inspiró todavía la revolución que tuvo lugar en Libia, dirigida por Muamar el Gadafi en 1969, que preparó también un proyecto de unión política entre Egipto y Siria en 1970, que no llegó a cuajar y que fue disuelta tras dos años.
Murió repentinamente de un ataque cardíaco el 28 de septiembre de 1970. Le sucedió Anwar el-Sadat, quien emprendió un cambio de rumbo abrupto en la política exterior del país rompiendo la alianza con la URSS y buscando nexos con los EE. UU. Nasser fue, además, nombrado Héroe de la Unión Soviética.

## Juventud

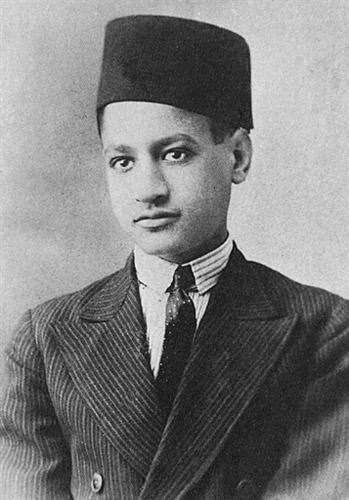
Nasser en 1931.

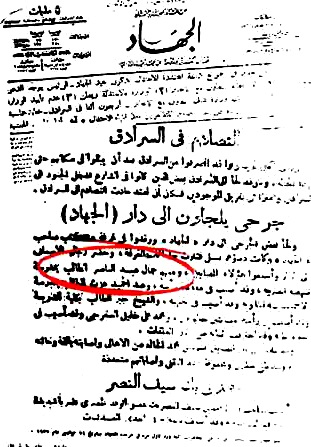
Número de noviembre de 1935 del periódico Al-Gihad, en el cual él se ha marcado el nombre de Nasser en rojo.

Gamal Abdel Nasser nació el 15 de enero de 1918 en Bakos, en los suburbios de Alejandría; fue el primogénito de Fahima y de Abdel Nasser Hussein. Su padre era empleado de correos y había nacido en Beni Mur, en el Alto Egipto, pero se había criado en Alejandría, mientras que la familia materna provenía de Mallawi en la actual provincia de Menia. Sus padres se habían casado en 1917 y tuvieron otros hijos: Izz al-Arab y al-Leithi. La familia de Nasser se mudaba frecuentemente debido a los cambios de destino del padre; se instaló en Asiut en 1921 y después a Jatatba, donde el padre de Nasser fue el director de una oficina de correos. Nasser acudió a la escuela de los hijos de ferroviarios hasta en 1924, cuando se lo envió a vivir con su tío paterno a El Cairo.
Nasser mantuvo contacto epistolar con su madre, a la que visitaba durante las vacaciones, pero cesó de recibir cartas suyas a finales de abril de 1926. A su regreso a Jatatba, se enteró de su fallecimiento en el parto de su tercer hermano, Shawki; la familia le había ocultado la noticia. Nasser declaró más tarde que «perder su madre fue un trauma profundo que el tiempo no ha aliviado». Adoraba a su madre y quedó muy afectado por el nuevo matrimonio de su padre, que se celebró antes de acabar el año.
En 1928, Nasser se instaló en Alejandría, con su abuelo materno. Estudió un tiempo en un internado en Helwan antes de volver a Alejandría en 1933, cuando transfirieron a su padre a los servicios postales de la ciudad. Nasser participó muy pronto en la actividad política. Al presenciar enfrentamientos entre los manifestantes y la policía en la plaza Manshia de Alejandría, se unió a la manifestación, aunque ignoraba sus reivindicaciones. La protesta, organizada por el partido nacionalista Joven Egipto, exigía el final de la influencia extranjera en el país tras la abrogación de la Constitución de 1923 por el primer ministro Ismaïl Sidqi. Nasser fue arrestado y pasó la noche detenido hasta que su padre lo puso en libertad.
Cuando destinaron a su padre a El Cairo en 1933, Nasser lo siguió y estudió en al-Nahda al-Masria. Escribió artículos en el periódico de la escuela y participó en obras de teatro escolar, entre ellas una sobre el filósofo francés Voltaire titulada Voltaire, el hombre de la Libertad. El 13 de noviembre de 1935, dirigió una manifestación estudiantil contra la influencia británica, consecuencia de las declaraciones del secretario de Estado de Relaciones Exteriores británico Samuel Hoare en las que había rechazado restaurar la Constitución de 1923. Dos manifestantes murieron y Nasser fue herido levemente en la frente por una bala. Gracias a este hecho, apareció por primera vez en la prensa; el periódico nacionalista Al Gihad informó que Nasser había sido uno de los dirigentes de la manifestación y que había sido herido. El 12 de diciembre, el nuevo rey Faruq firmó un decreto que restauraba la Constitución. Debido a su intensa actividad política, Nasser no asistió más que 45 días a las clases durante su último año de colegio. Se opuso al Tratado anglo-egipcio de 1936 que prolongaba el mantenimiento de parte de las bases británicas en el país. La cuasi totalidad de las fuerzas políticas egipcias, por el contrario, lo aprobaron y la agitación disminuyó considerablemente. Nasser retomó sus estudios en al-Nahda al-Masria y abandonó la escuela con el equivalente al diploma.
Según el historiador Saïd K. Aburich, a Nasser no le afectaron los frecuentes traslados, que ampliaron su visión y le concienciaron sobre las divisiones de la sociedad egipcia. Consagraba mucho tiempo a la lectura, en particular en 1933, porque residía cerca de la biblioteca nacional. Había leído el Corán, los hadiz de Mahoma, los sahabas de sus compañeros y las biografías de caudillos nacionalistas como Napoleón, Atatürk, Bismarck, Garibaldi, así como la autobiografía de Winston Churchill. Le influyó especialmente el nacionalismo egipcio del político Mustafá Kamil, del poeta Ahmad Sawqi y de su instructor en la academia militar, Aziz Ali al-Misri, al cual Nasser expresó su gratitud en una entrevista en 1961. Indicó además que la novela La conciencia recuperada en la cual Tawfiq Al-Hakim había escrito que el pueblo egipcio no necesitaba más que «un hombre que representase todos sus deseos y sentimientos y que fuese su símbolo» le había servido de inspiración durante la revolución de 1952.

## Carrera militar

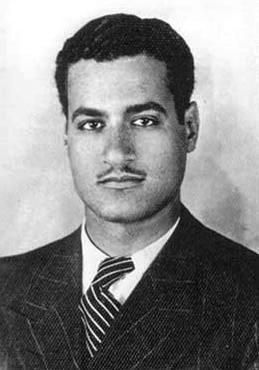
Nasser en 1937.

En 1937, Nasser solicitó el ingreso en la academia militar egipcia, reservada hasta entonces a los jóvenes de la aristocracia y de la alta burguesía; el acuerdo concluido en 1936 con los ocupantes británicos permitió al Ejército egipcio ampliar el reclutamiento a la pequeña burguesía, hecho del que se benefició Nasser para hacerse oficial, aunque su pasado de opositor al gobierno bloqueó su admisión. Decepcionado, regresó a la facultad de Derecho de la Universidad Fuad, pero la abandonó al cabo de un semestre para intentar nuevamente ingresar en la academia militar. Consciente de que no sería admitido sin recomendación, Nasser obtuvo una entrevista con el subsecretario de Guerra, Ibrahim Jairy Bajá, responsable de las admisiones. Aceptó respaldar la solicitud de Nasser, que fue aceptada a finales de 1937. Nasser consagró entonces todo su tiempo a la carrera militar y mantuvo escaso contacto con la familia. En la academia, conoció a Abdel Hakim Amer y Anwar el-Sadat, que más tarde fueron estrechos colaboradores durante el periodo en el que ejerció la presidencia del país. Después de haberse graduado en julio de 1938, se lo destinó a Manqabad, cerca de la ciudad de Beni Mur como alférez de infantería. En 1941, se trasladó a Nasser y Amer a Jartum, en el Sudán anglo-egipcio. En mayo de 1943, obtuvo una plaza de instructor en la academia militar.
En la noche del 4 al 5 de febrero de 1942, el embajador británico Miles Lampson hizo acordonar el palacio del rey Faruq para exigir la destitución del primer ministro Hussein Sirri Pacha debido a sus simpatías por el Eje, en un momento en el que las fuerzas de este habían penetrado en territorio egipcio. Nasser interpretó este suceso como una infracción flagrante de la soberanía egipcia y escribió «siento vergüenza de ver que nuestro ejército no ha reaccionado ante este ataque» y deseó que los británicos «sufrieran las peores calamidades». Vuelto a la escuela de oficiales ese mismo año, comenzó a formar un grupo de jóvenes oficiales que abogaban por llevar a cabo una revolución nacionalista. Nasser mantenía el contacto con los miembros del grupo por medio de Amer, que continuaba reclutando oficiales afines en el seno de las diferentes armas de las Fuerzas Armadas Egipcias y le enviaba un informe detallado sobre cada uno estos.

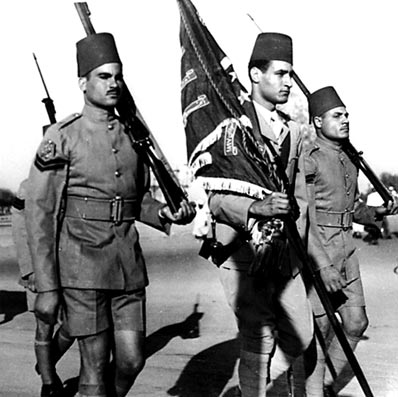
Nasser, abanderado de su unidad, en 1940.

El bautizo de fuego de Nasser tuvo lugar en Palestina durante la guerra árabe-israelí de 1948. Se había presentado voluntario al Alto Comité árabe presidido por Amin al-Husayni. Este último quedó impresionado por Nasser, pero el Gobierno egipcio rechazó su ingreso en las fuerzas árabes por razones desconocidas. En mayo de 1948, tras la retirada británica, el rey Faruq desplegó el ejército egipcio en Palestina; Nasser se hallaba al frente del 6.º Batallón de Infantería. Durante el conflicto, informó de la falta de adiestramiento del ejército egipcio, cuyos soldados «se estrellaban contra las fortificaciones». El 12 de julio, fue herido leve mientras sus fuerzas estaban rodeadas por el ejército israelí en la bolsa de Faluya. La Legión Árabe jordana soslayó sus peticiones de auxilio, pero aun así su unidad se negó a rendirse. Las negociaciones entre Israel y Egipto condujeron finalmente a la cesión de Faluya al Estado hebreo. Según el periodista Eric Margolis, el aguante de las tropas egipcias en Faluya fue «una de dos únicas acciones árabes honorables durante la guerra israélo-árabe de 1948-1949». Sus defensores, entre ellos el joven oficial Gamal Abdel Nasser, se volvieron héroes.
La cantante egipcia Umm Kalzum organizó festejos para celebrar la vuelta de los oficiales, a pesar de las reservas del Gobierno, que había recibido presiones británicas para anular la recepción. El distanciamiento palmario de la población y de la monarquía en los actos para celebrar el regreso de los oficiales reforzó la determinación de Nasser a acabar con esta. Sentía además que su unidad había sido abandonada durante los combates, pese a la enconada resistencia que había ofrecido al enemigo. Había empezado la redacción de su libro Filosofía de la revolución durante el cerco de la unidad. Después de la guerra, recuperó su plaza de instructor en la academia militar. Contactó con los Hermanos Musulmanes en octubre de 1948 para intentar formar una alianza con ellos, pero consideró que el programa de estos era incompatible con su nacionalismo y comenzó a oponerse a su influencia. Nasser formó parte de la delegación egipcia que negoció los acuerdos de armisticio con Israel en Rodas; juzgó los términos humillantes, en particular a causa de la operación Uvdá, gracias a la cual los israelíes se apoderaron fácilmente de la región de Eilat.

### Movimiento de Oficiales Libres

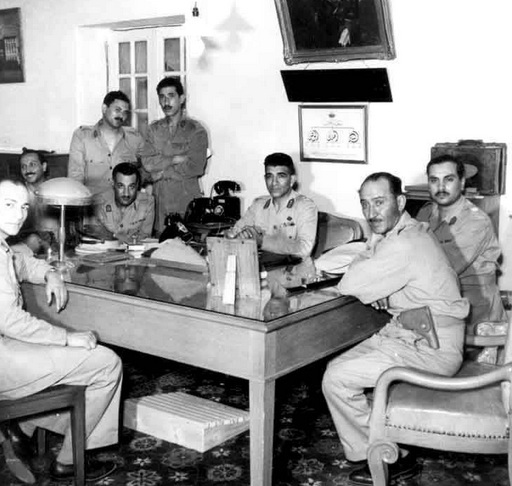
Los oficiales libres después del golpe de Estado de 1953. De izquierda a derecha: Jaled Mohieddin, Abdel Latif Boghdadi, Kamal el-Din Hussein (de pie), Gamal Abdel Nasser (sentado), Abdel Hakim Amer, Muhammad Naguib, Yussef Seddik y Ahmad Shawki.

El regreso de Nasser a Egipto coincidió con el golpe de Estado de Husni al-Za'im en Siria. Su éxito y el gran apoyo popular que recibió atizaron las ambiciones revolucionarias de Nasser. Poco después de su vuelta, Nasser fue convocado por el primer ministro Ibrahim Abdel Hadi, que lo interrogó sobre los rumores que corrían acerca de que formaba un grupo secreto de oficiales sediciosos. Según fuentes indirectas, parece ser que Nasser negó la acusación de manera convincente. Abdel Hadi vacilaba en tomar medidas demasiado drásticas contra el Ejército. La entrevista convenció a Nasser de la necesidad de acelerar la formación de su grupo, que tomó el nombre de Movimiento de Oficiales Libres en 1949. Nasser formó el comité fundador del movimiento, compuesto por catorce hombres de diferentes ambientes sociales y políticos: había miembros del grupo Joven Egipto, de la organización de los Hermanos Musulmanes, del partido comunista egipcio y de la aristocracia. Nasser fue elegido presidente de la organización por unanimidad.
Durante las elecciones legislativas de 1950, el partido Wafd logró una amplia victoria, fundamentalmente a causa de la ausencia de los Hermanos Musulmanes, que habían decidido no participar en ellas; el movimiento de los oficiales libres los consideraba una amenaza, porque sus exigencias eran similares a las suyas. Sin embargo, cuando miembros del partido Wafd fueron acusados de corrupción, la tensión política hizo que el movimiento de Nasser ganase relevancia. La organización contaba entonces aproximadamente con noventa miembros; según uno de ellos, Jaled Mohieddin, «nadie que no fuese Nasser conocía su identidad o su lugar en la jerarquía». Este creía que su movimiento no estaba listo todavía para enfrentarse al Gobierno y durante dos años se limitó a reclutar oficiales y a la publicación de periódicos clandestinos.
El 11 de octubre de 1951, el Gobierno, dominado por el partido Wafd, abrogó el tratado anglo-egipcio de 1936, que había concedido el control del canal de Suez al Reino Unido hasta 1956. Esta decisión fue bien vista por la población y las acciones clandestinas contra los británicos, que contaron con la colaboración gubernamental, impelieron a Nasser a actuar. Según Sadat, Nasser decidió desatar «una ola de asesinatos a gran escala». En enero de 1952, el propio Nasser y varios oficiales más intentaron asesinar al general monárquico Hussein Sirri Amer ametrallando su coche mientras que circulaba por las calles de El Cairo. El general salió indemne del atentado, pero un transeúnte resultó herido. Nasser recordó luego que este hecho «lo obsesionaba» y lo disuadió completamente de repetir este tipo de ataques.
Sirri Amer era cercano al rey Faruq y fue designado por la presidencia para solicitar la jefatura de la asociación de oficiales, un puesto esencialmente ceremonial. Nasser estaba resuelto a separar al Ejército de la monarquía. Con la ayuda de Amer, escogió como candidato al puesto a Muhammad Naguib, un general popular que había presentado su dimisión en 1942 a causa de las presiones británicas y había sido herido tres veces en la guerra contra Israel. Naguib logró una clara victoria en las votaciones y el movimiento, en  al-Misri, uno de los principales periódicos egipcios, informó de este éxito al tiempo que alababa el espíritu nacionalista del ejército.

### Revolución de 1952

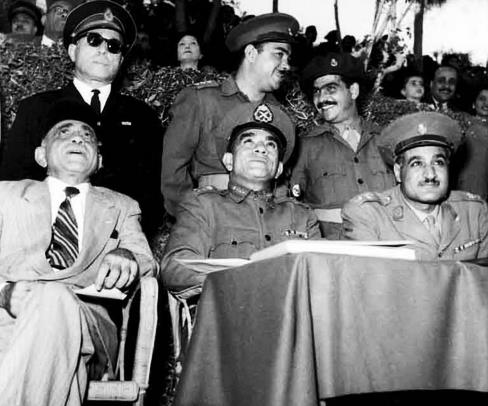
Los señores de Egipto tras el derrocamiento del rey Faruq en noviembre; de izquierda a derecha: Sulayman Hafez, Mohammed Naguib y Nasser.

El 25 de enero de 1952, durante unos enfrentamientos en Ismailía, las fuerzas británicas estacionadas a lo largo del canal de Suez mataron a cuarenta policías egipcios. Al día siguiente, los disturbios de El Cairo causaron la muerte de setenta y seis personas, nueve de ellas británicas. Poco después, Nasser presentó un programa de seis puntos que pretendía desmantelar el feudalismo y acabar con la influencia británica. En mayo de 1952, se enteró de que Faruq conocía los nombres de los oficiales que pertenecían a su movimiento y que se aprestaba a arrestarlos; encargó entonces a Zakaria Mohieddin que preparase el derrocamiento del rey con tropas leales al movimiento.

Lo que queríamos era depurar el ejército. liberar al país de la ocupación extranjera y establecer un gobierno limpio que trabajase en pro del país. Una vez en el poder nos encontramos ante el difícil problema de establecer un programa político, social y económico. Fue necesario improvisar.
Nasser, en una entrevista en 1959.

El Movimiento de Oficiales Libres no tenía la intención de tomar el poder, sino de establecer una democracia parlamentaria. Nasser consideraba que el pueblo no aceptaría las acciones de un mero teniente coronel y eligió al general Naguib para dirigir el golpe de Estado en su nombre. El alzamiento se realizó el 22 de julio y los «oficiales libres» tomaron rápidamente el control de los edificios oficiales, de las comisarías, de los centros de los Estados Mayores y de las emisoras de radio de la capital. Nasser, vestido de civil para evitar que lo identificasen las fuerzas monárquicas, pasó por los diferentes puntos controlados por los rebeldes para evaluar la situación. Con el fin de evitar una intervención extranjera, Nasser había informado a los Gobiernos británico y estadounidense de sus intenciones dos días antes y ambos habían aceptado no sostener a Faruq..A cambio, Nasser había accedido a permitir que el rey abandonase Egipto durante una ceremonia oficial.
Naguib, que era en público el director del Gobierno revolucionario, juró como primer presidente de Egipto el 18 de junio de 1953. El mismo día se abolió la monarquía y se proclamó la república. Según Aburish, después de hacerse con el poder, Nasser y los «oficiales libres» querían ser «los defensores de los intereses del pueblo» contra la monarquía y los bajás y dejar la gestión del país en manos de los civiles. Pidieron al antiguo primer ministro Ali Mahir Bajá que volviese a este cargo y formase un Gobierno civil. Los «oficiales libres» gobernaban indirectamente por medio del Consejo Revolucionario Egipcio (RCC), del que Naguib era presidente y Nasser, vicepresidente. Las relaciones con Mahir empeoraron rápidamente, debido a que este opinaba que las ideas de Nasser como la reforma agraria, la abolición de la monarquía y la reorganización de los partidos políticos eran demasiado radicales. Por ello Mahir dimitió el 7 de septiembre y su puesto lo ocupó Naguib, mientras que Nasser devino vice primer ministro. La reforma agraria comenzó en septiembre; para Nasser, esta permitiría legitimar el poder del RCC y transformar el golpe de Estado en revolución.
En agosto de 1952, estallaron disturbios atizados por los comunistas en fábricas textiles de Kafr el-Dawwar; en los choques con las tropas hubo nueve muertos. Una mayoría de las miembros del RCC, entre ellos Naguib, quería ajusticiar a los dos cabecillas de la insurrección para dar ejemplo, a lo que Nasser se opuso firmemente. A pesar de ello, se llevaron a cabo las condenas a muerte. Los Hermanos Musulmanes habían apoyado al RCC durante la toma del poder y exigieron cuatro ministerios en el nuevo Gobierno. Nasser lo rechazó, pero intentó atraerse al movimiento concediéndole dos puestos menores; los dos miembros del movimiento los aceptaron, pero como independientes, no como representantes de la formación.

## Presidente

### Oposición a Naguib

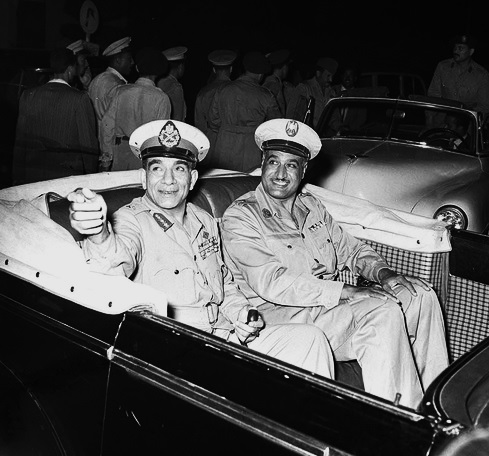
Nasser (derecha) y Muhammad Naguib durante celebraciones del segundo aniversario de la Revolución de 1952.

En enero de 1953, Nasser prohibió todos los partidos políticos y creó un partido único con el nombre de Concentración de la Liberación, del que asumió la secretaría general, para unir a los grupos que respaldaban al RCC. A pesar de esta decisión, Nasser era, según Abdel Latif Boghdadi, el único miembro del RCC que deseaba organizar elecciones legislativas. En marzo de 1953, presidió la delegación egipcia que negoció la retirada británica del canal de Suez.
Cuando Naguib comenzó a mostrar su independencia respecto de Nasser distanciándose de la reforma agraria y acercándose al partido Wafd y a los Hermanos Musulmanes,, Nasser decidió derrocarlo. En junio, destituyó al ministro del Interior Sulayman Hafez, partidario de Naguib, y acució a este último para que proclamase la abolición de la monarquía. El 24 de febrero de 1954, Naguib anunció su dimisión como consecuencia de una reunión del RCC que se había celebrado dos días antes. El 26 de febrero, Nasser la aceptó y lo puso en arresto domiciliario, mientras que el RCC lo nombró a él presidente del comité y primer ministro. Naguib, sin embargo, se había preparado para esta eventualidad e hizo que una unidad de caballería se amotinase, exigiese que se le devolviese su cargo de presidente y se disolviese el RCC. Nasser, que se encontraba en el Estado Mayor exigiendo el fin del motín, tuvo al principio que transigir con los rebeldes. Sin embargo, el 27 de febrero, partidarios de Nasser en el Ejército atacaron el cuartel general del Ejército y pusieron fin a la rebelión. Ese mismo día, centenares de miles de manifestantes, pertenecientes sobre todo a los Hermanos Musulmanes, exigieron el regreso de Naguib y el arresto de Nasser. En respuesta, una parte importante del RCC, encabezada por Jaled Mohieddin, obligó a Nasser a acceder a parte de las reivindicaciones. La vuelta de Naguib, empero, se retrasó hasta el 4 de marzo, lo que permitió a Nasser nombrar a Amer jefe de las Fuerzas Armadas, función que hasta entonces había desempeñado también Naguib.
El 5 de marzo, las fuerzas de seguridad de Nasser arrestaron a millares de participantes en el alzamiento de 1952. Con el fin de recuperar la unidad de la oposición tal como existía antes de la toma del poder, el RCC decretó el final de las restricciones sobre los partidos implantada durante del periodo monárquico y la retirada de los «oficiales libres» de la política. Los que se habían beneficiado de la revolución impulsada por estos (obreros, campesinos y los artesanos) se opusieron a este decreto; un millón de trabajadores se pusieron en huelga y millares de campesinos marcharon a El Cairo para protestar a finales del mes de marzo. Naguib sopesó la posibilidad de reprimir las manifestaciones, pero las fuerzas de seguridad se negaron a hacerlo. El 29 de marzo, Nasser anunció la anulación de los decretos en respuesta a las exigencias de la calle. Entre abril y junio, se arrestó o destituyó a centenares de partidarios de Naguib en el Ejército y Mohieddin tuvo que partir al exilio en Suiza.

### Presidencia del RCC
El 26 de octubre de 1954, Mohammed Abdel Latif, un miembro de los Hermanos Musulmanes, intentó asesinar a Nasser mientras daba un discurso en Alejandría para celebrar la retirada de las fuerzas británicas. El discurso estaba siendo emitido por radio a todo el mundo árabe. El atacante se encontraba a siete metros y medio de la tribuna y disparó ocho tiros, que no alcanzaron a Nasser. El pánico cundió entre la multitud, pero Nasser continuó hablando, aunque con la voz tomada por la emoción:

Conciudadanos, mi sangre corre por vosotros y por Egipto. Viviré por vuestra salvación y moriré por la de vuestra libertad y vuestro honor. Dejémosles que me maten; poco me importa, pues os he insuflado orgullo, honor y libertad. Si Gamal Abdel Nasser debe morir, vosotros os transformaréis en Gamal Abdel Nasser... Gamal Abdel Nasser es uno de vosotros y está listo para sacrificar su vida por la nación.

La tentativa de asesinato se volvió contra los que la habían ordenado y a su regreso a El Cairo, Nasser ordenó el arresto de millares de opositores, esencialmente miembros de los Hermanos Musulmanes, pero también comunistas y partidarios de Naguib. Ocho jefes de la cofradía fueron ejecutados aunque la condena a muerte de su principal ideólogo, Sayyid Qutb, fue conmutada por quince años de prisión. Naguib fue destituido de su cargo de presidente y puesto en arresto domiciliario; no fue nunca juzgado ni condenado, pero nadie del Ejército hizo nada para defenderlo. Tras la eliminación de sus rivales, Nasser se hizo el dueño de Egipto.

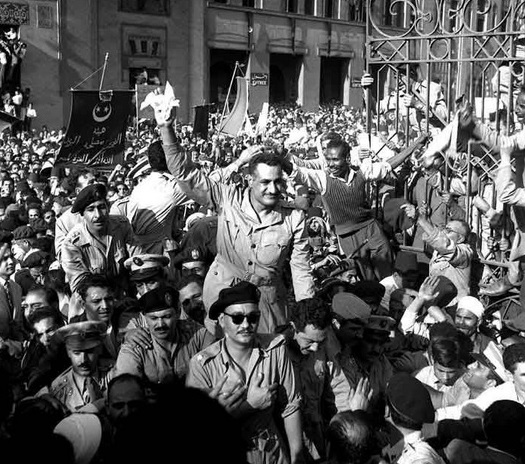
Nasser, ovacionado por la multitud en Alejandría, un día después de anunciar la retirada británica y de sufrir un fallido atentado, el 27 de octubre de 1954.

El apoyo de la calle era todavía demasiado débil para que Nasser pudiese aplicar sus reformas y tuvo que afianzarse en el poder. Para reforzar la Concentración de la Liberación, dio discursos en todo el país y sometió a la prensa, ordenando que toda publicación pasase la censura del partido, para evitar la «sedición». Um Kalzum y Abdel Halim Hafez, los principales cantantes árabes del momento, escribieron canciones que alababan el nacionalismo de Nasser, mientras que otros artistas denigraban a sus opositores políticos. Según sus colaboradores, fue el propio Nasser quien organizó la campaña propagandística. Términos que hacen referencia al nacionalismo árabe como la «patria árabe» o la «nación árabe» comenzaron a aparecer frecuentemente en sus discursos en 1954-1955, mientras que anteriormente empleaba los de «pueblos árabes» y «región árabe». En enero de 1955, el RCC lo designó presidente interino hasta que se celebrasen las elecciones legislativas.
Nasser mantuvo contactos secretos con Israel en 1954-1955, pero juzgó una paz imposible con un país que consideraba como «un Estado expansionista que desdeña a los árabes». El 28 de febrero de 1955, las tropas israelíes atacaron la franja de Gaza, controlada por Egipto, para poner fin a los ataques de los fedayines palestinos. Nasser creía que el Ejército egipcio no estaba listo para disputar un conflicto con Israel, pero la incapacidad para responder a las acciones israelíes dañó su popularidad. Ordenó entonces el refuerzo del bloqueo de los estrechos de Tirán y en septiembre limitó el tráfico aéreo israelí en el golfo de Aqaba. En respuesta, los israelíes se desplegaron en la zona desmilitarizada de al-Auja, en la frontera egipcia, el 21 de septiembre.
Simultáneamente con la incursión israelí de febrero, varios aliados regionales del Reino Unido como Irak firmaron el pacto de Bagdad. Nasser vio en esta alianza militar una amenaza para los esfuerzos egipcios que pretendían minar la influencia británica en Oriente Próximo y un medio para debilitar a la Liga Árabe, «perpetuando el sometimiento [árabe] al sionismo y al imperialismo». Creía que, para mantener la posición dominante de Egipto en la región, tenía que adquirir armamento moderno. Cuando quedó claro que los países occidentales no proporcionarían equipamiento militar en términos aceptables, Nasser acudió al Bloque del Este y firmó un contrato de armamento de trescientos veinte millones de dólares (aproximadamente dos millardos doscientos millones de dólares de 2012) con Checoslovaquia el 27 de septiembre. Gracias a este acuerdo, se recuperó parcialmente el equilibrio de fuerzas entre Egipto e Israel y se reforzó el papel de Nasser como dirigente árabe que desafiaba a Occidente.

### Conferencia de Bandung

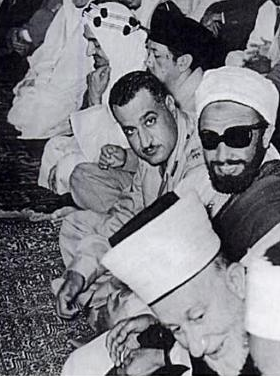
Nasser y Ahmad ibn Yahya de Yemen del Norte miran al objetivo durante la conferencia de Bandung de abril de 1955. El príncipe Faysal de Arabia Saudita aparece al fondo con un agal y Amin al-Husayni se encuentra en primer plano.

En la conferencia de Bandung, celebrada en Indonesia a finales del mes de abril de 1955, Nasser fue el principal representante de los países árabes y uno de los participantes que gozaba de mayor simpatía popular. De camino a la conferencia, hizo escala en Afganistán, Pakistán, India y Birmania. Actuó como mediador entre las fracciones prooccidental, prosoviética e independiente para facilitar la redacción del comunicado final sobre el colonialismo en África y en Asia y la creación de un tercer bloque neutral en la Guerra fría. Defendió la independencia de las colonias francesas del África septentrional, el derecho al regreso de los refugiados palestinos a su territorio y la aprobación de resoluciones de la Organización de Naciones Unidas para poner final al conflicto israelo-árabe. Después de la conferencia, asumió oficialmente la «neutralidad positiva» del presidente yugoslavo Josip Broz Tito y del presidente indio Jawaharlal Nehru e hizo de él el elemento central de la política exterior egipcia durante la Guerra Fría. Fue recibido a su vuelta por una gran multitud en las calles de El Cairo el 2 de mayo y felicitado por la prensa por sus logros en la conferencia. El aplomo de Nasser y su prestigio aumentaron considerablemente.

### Constitución de 1956
Con su posición en el país muy reforzada, Nasser fue capaz de imponerse a sus colegas del RCC y gozó de una autonomía política indiscutible, en particular en lo concerniente a la política exterior. En enero de 1956, se aprobó una nueva Constitución que instauró un sistema de partido único, la llamada Unión Nacional (NU); Nasser describió esta organización como «el marco en el cual realizaremos nuestra revolución». La NU era un remozamiento de la Concentración por la Libertad; en esta Nasser creía que no se había logrado que la población participase suficientemente. En el nuevo movimiento, Nasser intentó de reforzar los comités locales para acrecentar el apoyo popular a su régimen.
El nombramiento de Nasser a la presidencia y la nueva Constitución se sometieron a un referéndum el 23 de junio de 1956, en el que recibieron más del 99,8 % de los votos. Se creó una asamblea nacional con trescientos cincuenta miembros y se convocaron elecciones para julio de 1957. Las autoridades rechazaron a numerosos candidatos y los poderes de la asamblea quedaron limitados por el poder de veto del presidente. La Constitución concedía el derecho de voto a las mujeres, prohibía toda discriminación sexual y concedía amparo a las mujeres en el mundo del trabajo. El RCC aprobó disolverse y sus miembros retomaron sus puestos militares como parte del proceso de traspaso del poder a los civiles. Durante las deliberaciones que tuvieron lugar para formar el nuevo Gobierno, Nasser acometió una purga de sus antiguos socios del Movimiento de Oficiales Libres. Finalmente, el 26 de junio de 1956, Nasser fue investido presidente del que fue su primer mandato.

## Crisis del canal de Suez

### Nacionalización

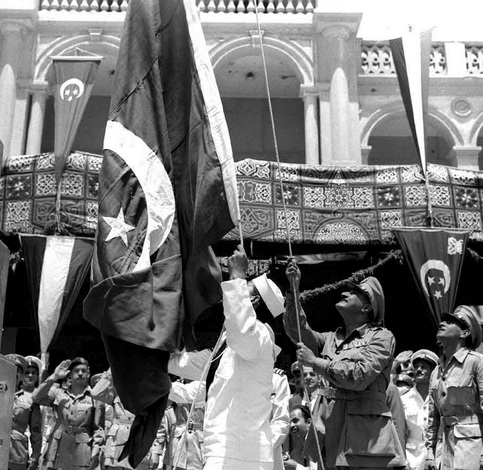
Nasser iza la bandera egipcia en la ciudad de Puerto Saíd para celebrar la marcha de los últimos soldados británicos de la zona del canal en junio de 1956.

Después de tomar oficialmente el poder, la política interior y exterior de Nasser comenzó a amenazar los intereses del Reino Unido y de Francia. Esta última criticó su apoyo a los independentistas argelinos, mientras que el Gobierno británico de Anthony Eden tuvo que soportar la campaña de Nasser contra el pacto de Bagdad. Los Estados Unidos estaban disgustados por la neutralidad egipcia en la Guerra Fría, el reconocimiento de la China comunista por Nasser y sus compras de armas al Bloque del Este. El 19 de julio de 1956, los Estados Unidos y el Reino Unido retiraron repentinamente sus ofertas de financiación de la Presa de Asuán. Nasser se enteró de la retirada anglo-americana del proyecto por un comunicado de prensa, mientras  volvía a Egipto de un viaje a Belgrado y quedó indignado. Aunque la idea de nacionalizar el canal de Suez se sopesaba después de la retirada de las fuerzas británicas —el último soldado abandonó Egipto el 13 de junio de 1956—, el periodista Mohamed Hassanein Heikal afirma que Nasser tomó esta decisión entre el 19 y el 20 de julio. Nasser indicó más tarde que había tomado la decisión el 23 de julio, después de haber mantenido varias reuniones con sus consejeros. La mayoría de los miembros del Gobierno no fueron informados de los preparativos y no conocieron la decisión sino algunas horas antes de que Nasser la anunciase.
El 26 de julio de 1956, Nasser dio un discurso en Alejandría durante el cual anunció la nacionalización de la compañía del canal de Suez con el fin de financiar la construcción de la presa de Asuán tras la retirada anglo-estadounidense del proyecto. En el discurso, denunció el imperialismo británico en Egipto y su control de los beneficios obtenidos de la explotación del canal. Declaró que el pueblo egipcio tenía el derecho de ejercer su soberanía sobre el canal, ya que millares de egipcios habían muerto construyéndolo. La decisión era técnicamente una infracción del acuerdo firmado con el Reino Unido el 19 de octubre de 1954, incluso si, como afirmó, se compensaría a los accionistas.
El anuncio de la nacionalización fue acogida con entusiasmo por la población y las manifestaciones de apoyo se extendieron por todo el mundo árabe. El embajador estadounidense Henry Alfred Byroade indicó: «No puedo dejar de destacar la popularidad de la nacionalización de la compañía del canal en Egipto, incluso entre los adversarios de Nasser». El politólogo egipcio Mahmoud Hamad escribió que antes de 1956 Nasser había consolidado su poder sobre la burocracia militar y civil de Egipto, pero que fue la nacionalización del canal la que le granjeó una legitimidad popular casi total y fue la medida por la que devino el «jefe carismático» y el «portavoz de las masas no sólo en Egipto sino en todo el Tercer Mundo». Según Aburish, ese momento fue el mayor triunfo para la causa del panarabismo que obtuvo Nasser y «su efigie apareció enseguida en las tiendas de Yemen, los zocos Marrakech y las elegantes villas de Siria». El día de la nacionalización, Egipto cerró el canal al tráfico marítimo israelí.

### Intervención occidental
Francia y Reino Unido, que eran los principales accionistas de la compañía del canal de Suez, vieron su nacionalización como una nueva medida hostil del Gobierno egipcio. Nasser era consciente de que su decisión podría desencadenar una crisis internacional y calculaba que había un 80 % de posibilidades de que los países interviniesen. Suponía, sin embargo, que el Reino Unido necesitaría al menos dos meses para prepararse para una intervención militar y que una acción israelí era «imposible». Al principio del mes de octubre, el Consejo de Seguridad de las Naciones Unidas se reunió para tratar la cuestión de la nacionalización y adoptó una resolución que reconocía el derecho de Egipto a controlar el canal mientras se autorizase el cruce de barcos extranjeros. Según Heikal, Nasser creyó que después de este acuerdo la probabilidad de un ataque se había reducido al 10 %. Francia, el Reino Unido e Israel firmaron sin embargo un acuerdo secreto con el objetivo de retomar el control del canal, ocupar ciertos territorios egipcios, y derrocar a Nasser.
El 29 de octubre, las fuerzas israelíes entraron en el Sinaí, desbarataron las defensas egipcias y avanzaron rápidamente por la península. Dos días más tarde, las aviaciones británica y francesa bombardearon los aeródromos egipcios en la zona del canal. Nasser ordenó a su Estado Mayor replegarse del Sinaí para reforzar las defensas del canal. Temía que si las unidades blindadas se desplegaban para rechazar la invasión israelí y los franceses y británicos desembarcaban en la ciudad portuaria de Puerto Saíd, los tanques egipcios en el Sinaí quedarían aislados y serían destruidos. Amer disentía y quería que los carros egipcios atacasen a los israelíes. El 3 de noviembre, tuvo lugar una tensa reunión entre los dos, en la que Amer acabó cediendo y aceptando la opinión de Nasser. Este ordenó igualmente bloquear el canal hundiendo o inmovilizando cuarenta y nueve barcos en sus extremos. A pesar de la retirada de las tropas egipcias, aproximadamente dos mil soldados murieron en los combates con Israel durante el repliegue y otros cinco mil fueron hechos prisioneros por los israelíes. Amer y Salah Salem propusieron solicitar un alto el fuego y Salem sugirió que Nasser se entregase a las fuerzas británicas. Nasser los reprendió y prometió que nadie se rendiría. Tomó el control del Ejército y, para compensar el pobre desempeño de los militares, autorizó la distribución de cuatrocientos mil fusiles a voluntarios; se formaron unidades de milicia por todo Egipto..
Nasser consideraba que Puerto Saíd debía ser el centro estratégico y psicológico de la defensa egipcia. En la zona se desplegaron nuevas unidades de la guardia nacional como refuerzo y se encargó a varios regimientos organizar la resistencia popular. Nasser y Boghdadi se trasladaron al canal para sostener el ánimo de los voluntarios. Según las memorias de Boghdadi, Nasser describió al Ejército egipcio como «vencido» cuando vio el armamento destruido en los combates. Cuando las fuerzas británicas y francesas desembarcaron en Puerto Saíd el 5 de noviembre, la milicia local opuso una fuerte resistencia. El comandante de la ciudad deseaba solicitar las condiciones de un alto el fuego, pero Nasser lo rechazó. Los británicos y franceses se habían apoderado de la mayor parte de la ciudad el 7 de noviembre; en la lucha que se libró en ella murieron entre setecientos cincuenta y mil egipcios. El presidente estadounidense Dwight D. Eisenhower condenó la invasión y abogó por solucionar el conflicto mediante el repliegue de los coaligados y el envío de una Fuerza de Emergencia de las Naciones Unidas al Sinaí. Nasser elogió a Eisenhower y declaró que había desempeñado el «papel decisivo» en el desbaratamiento de la «conspiración tripartita». Las fuerzas británicas y francesas se replegaron completamente del territorio egipcio a finales del mes de diciembre, mientras que Israel hizo lo propio en marzo de 1957, después de haber liberado a todos los prisioneros de guerra. Como consecuencia de la crisis del canal de Suez, Nasser impuso requisitos rigurosos para obtener el derecho de residencia y de ciudadanía, que afectaron esencialmente a los judíos, tanto egipcios como extranjeros, y a los residentes franceses y británicos, que tuvieron que abandonar el país por millares.
El canal se reabrió el 8 de abril de 1957 y la posición política de Nasser mejoró considerablemente, ya que se consideró que había fracasado la invasión extranjera que pretendía derrocarlo. Según el historiador Nutting, la crisis «afirmó completa y definitivamente a Nasser» como rais (presidente) de Egipto.

## Panarabismo y socialismo

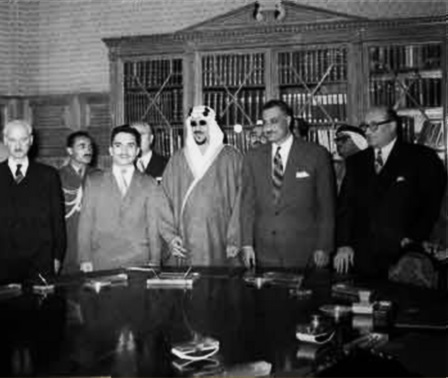
Firma del pacto de defensa regional. De izquierda a derecha: el primer ministro Sulayman al-Nabulsi de Jordania, el rey Husein I de Jordania, el rey Saud de Arabia Saudita, Nasser y el primer ministro Sabri al Assali de Siria.

En 1957, el panarabismo era la ideología dominante del mundo árabe y numerosos habitantes de la región consideraban a Nasser su representante por excelencia. El historiador Adeed Dawisha atribuye el predicamento de Nasser a su «carisma, reforzado por la percepción de que había vencido en la crisis del canal de Suez». La estación de radio La voz de los Árabes, que emitía desde El Cairo, propagaba la idea de Nasser de una unión de los países arabófonos; el historiador Eugene Rogan escribió que «Nasser conquistó el mundo árabe por la radio». Disponía igualmente del apoyo de organizaciones nacionalistas árabes tanto civiles como paramilitares en toda la región. Los partidarios del nasserismo eran numerosos y estaban bien financiados, pero carecían de organización y de una estructura permanente que los encuadrase.
En enero de 1957, el primer ministro jordano y partidario de Nasser, Sulayman al-Nabulsi, integró su país en una alianza militar a la que pertenecían Egipto, Siria y la Arabia Saudita. Las relaciones entre Nasser y el rey Husein de Jordania se deterioraron en abril cuando este acusó a aquel de haber planeado dos golpes de Estado contra él. Nunca se probó la participación egipcia en las conspiraciones, pero el Gobierno de al-Nabulsi fue destituido. En La Voz de los Árabes, el presidente egipcio acusó a Husein de ser un «secuaz de los imperialistas». Por su parte, el rey saudí Saud se inquietaba por la popularidad creciente de Nasser en su país y por la amenaza que esta podría suponer para la familia real. A pesar de la oposición creciente de los Gobiernos jordano, saudí, iraquí y libanés, el prestigio de Nasser permanecía intacto en Egipto y en los demás países árabes.

El comunismo trata de resolver la lucha de clases estableciendo la dictadura del proletariado, mientras el socialismo árabe busca eliminar las diferencias de clases; el comunismo considera automáticamente a todos los propietarios explotadores. Sin embargo, el socialismo árabe diferencia entre propietarios que explotan y los que se basan en la justicia y el trabajo; el comunismo confisca los bienes, y el socialismo árabe expropia con indemnización; en una sociedad comunista el Estado es el

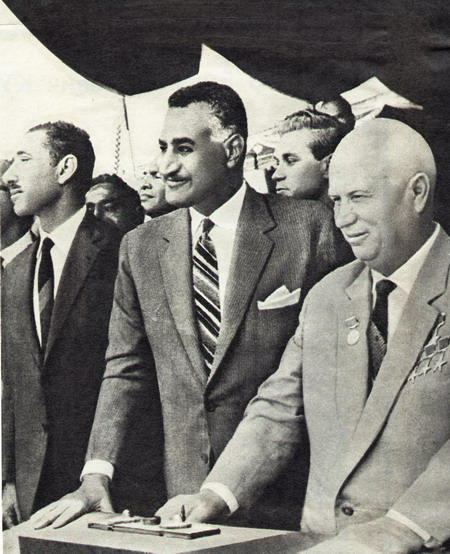
El presidente Gamal Abdel Nasser junto a Nikita Jrushchov durante las negociaciones para la construcción de la presa de Asuán (1956).

único propietario y el individuo es un instrumento del Estado que recibe sólo aquello que es una necesidad básica, mientras que en el socialismo árabe el individuo es la piedra fundacional de la sociedad y el Estado es un instrumento del pueblo que garantiza la justicia social y la seguridad. Los comunistas siguen los preceptos de Karl Marx al pie de la letra, y si alguien se diferencia de ellos, como en el caso de Tito, es considerado un rebelde. El socialismo árabe siente que puede aprender
de todo el pensamiento humano y, sobre todo, incluye su propio patrimonio, condiciones y circunstancias; el comunismo limita su acción al partido comunista, mientras que el socialismo árabe declara que todos los sectores de la nación participarán en la actividad política y gubernamental. En el comunismo la vía hacia la democracia sólo es reconocida a través de la dictadura del partido comunista, sin embargo en el socialismo árabe la Unión Nacional es el marco de la actividad política en el que todos los sectores de la sociedad participan y en el que los principios democráticos encuentran una aplicación más amplia.
Extracto de: Nosotros y el Comunismo. Al-Ahram, 4 de agosto de 1961.

También en enero, los Estados Unidos adoptaron la doctrina Eisenhower, que pretendía impedir la expansión del comunismo en Oriente Próximo proporcionando apoyo financiero y militar a los países de la región. Aunque Nasser se oponía al comunismo en la región, los regímenes prooccidentales de la zona creían que su panarabismo resultaba una amenaza. Eisenhower intentó aislar a Nasser y reducir su influencia haciendo de Arabia saudí un contrapeso de Egipto. A finales de 1957, Nasser había nacionalizado los últimos intereses franceses y británicos en Egipto. Cuando sus incentivos fiscales que pretendían atraer inversiones extranjeras no encontraron el éxito deseado, nacionalizó nuevas industrias para integrarlas en su modelo de desarrollo económico. No obstante, el control gubernamental no era total y dos tercios de la economía quedaron en manos del sector privado. Las acciones de Nasser permitieron un aumento de la producción agrícola y la aceleración de la industrialización. Nasser decidió igualmente conceder la construcción de la presa de Asuán a la Unión Soviética después de la retirada de las ofertas occidentales.

### República Árabe Unida

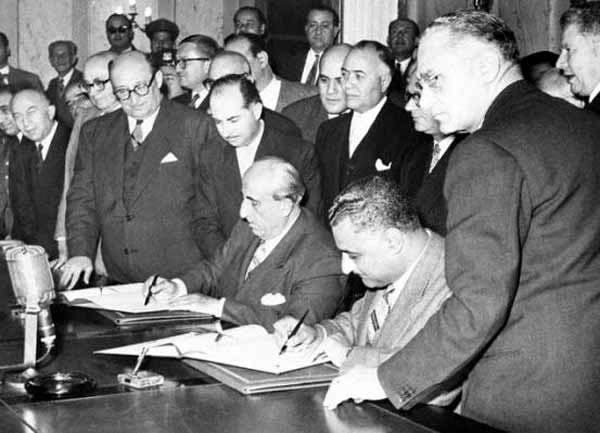
Nasser y el presidente sirio Shukri al-Kuwatli firmando el pacto que creó la República Árabe Unida.

A pesar de la popularidad de Nasser entre los pueblos árabes, el único aliado regional de Egipto en 1957 era Siria. En septiembre, el ejército turco se desplegó a lo largo de la frontera siria y surgieron rumores de que los países del pacto de Bagdad iban a derrocar al Gobierno socialista sirio. Nasser envió tropas al Siria para demostrar simbólicamente su solidaridad con esta; esto acrecentó todavía más su prestigio en el mundo árabe y en particular en Siria.
Como la situación política empeoraba en este país, una delegación acudió a solicitar a Nasser la unión inmediata con Egipto. Este al principio rechazó la proposición, indicando la incompatibilidad de los sistemas políticos y económicos de las dos naciones, la ausencia de frontera común, el intervencionismo pasivo del Ejército sirio en los asuntos políticos y las hondas divisiones políticas sirias. En enero de 1958, una segunda delegación logró convencer a Nasser de la inminencia de un golpe de Estado comunista y de la posibilidad de que se desencadenase una guerra civil. Nasser aceptó entonces la unión siempre y cuando fuese completa en el ámbito político y él quedase al frente del nuevo Estado, condiciones que los delegados y el presidente sirio Shukri al-Kuwatli aceptaron. El 1 de febrero de 1958, se proclamó la creación de la República Árabe Unida (RAU); según el historiador Dawisha, la reacción del mundo árabe fue de «estupefacción, que se transformó rápidamente en una euforia incontrolable». Nasser ordenó la represión de los comunistas sirios y mucho fueron destituidos de sus cargos oficiales.

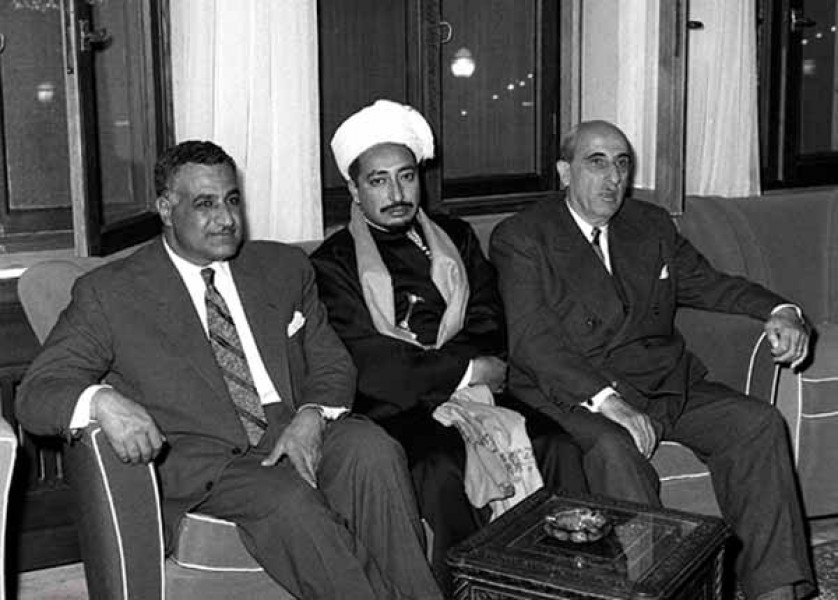
Nasser con el príncipe Muhammad al-Badr de Yemen del Norte y Shukri al-Kuwatli en febrero de 1958. Los tres se habían reunido con ocasión de la creación de los Estados Árabes Unidos.

El 24 de febrero, Nasser realizó una visita sorpresa a Damasco para celebrar la unión y fue recibido por centenares de miles de personas. El príncipe Muhammad al-Badr de Yemen de Norte acudió a Damasco para proponer la integración de su país en la unión. Nasser aceptó la idea de establecer una unión federal llamada Estados Árabes Unidos con Yemen en lugar de una integración total. Mientras Nasser se hallaba en Siria, el rey Saud sopesó asesinarlo durante el vuelo de regreso a Egipto. El 4 de marzo, Nasser se dirigió a la multitud damascena y mostró un documento saudí en el que se pedía a Abdel Hamid al-Sarraj, el jefe de la seguridad siria y uno de sus partidarios, que derribase el avión de Nasser. Como consecuencia del escándalo, la familia real saudí obligó a Saud a ceder gran parte de sus poderes a su hermano Faisal.
Un día después de haber anunciado la tentativa de atentado, Nasser redactó una nueva Constitución provisional que preveía la formación una asamblea nacional de seiscientos miembros (cuatrocientos de Egipto y doscientos de Siria) y la disolución de todos los partidos políticos, incluido el Baaz. Nombró dos vicepresidentes para cada uno de los dos territorios: Abdel Latif Boghdadi y Abdel Hakim Amer para Egipto y Sabri al-Asali y Akram Hourani para Siria. Nasser viajó luego a Moscú para reunirse con Nikita Jrushchov. Durante la reunión, el mandatario soviético pidió que se dejase de reprimir al partido comunista, pero Nasser lo rechazó, indicando que se trataba de un asunto interno. Como los dos mandatarios no deseaban una ruptura entre sus dos países, la cuestión se arrumbó.

### Influencia en el mundo árabe
En el Líbano, los enfrentamientos entre los partidarios de Nasser y los de uno de sus principales adversarios, el presidente Camille Chamoun, culminaron en la crisis de mayo de 1958.. Los primeros deseaban que el país ingresase en la RAU, mientras que los segundos querían mantener la independencia del Líbano. Por medio de Sarraj, Nasser proporcionó apoyo financiero y material a sus partidarios libaneses, pero mucha menos de la que denunció Chamoun. Nasser no buscaba controlar el Líbano, sino simplemente impedir que Chamoun obtuviese un segundo mandato.

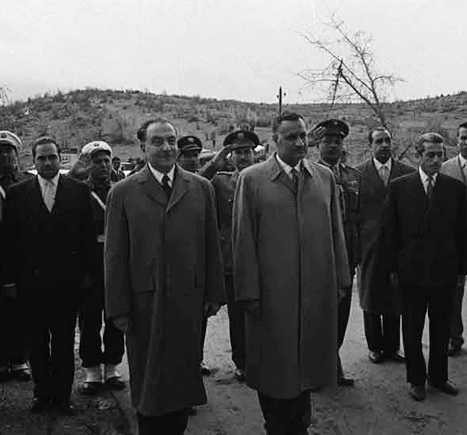
Nasser (derecha) y el presidente libanés Fuad Chehab en la frontera entre Siria y Líbano en marzo de 1959, durante las conversaciones sobre la crisis de mayo de 1958. Akram Hourani es el tercero a la izquierda de Nasser y Abdel Hamid al-Sarraj se encuentra a la derecha de Chehab.

El 14 de julio, los oficiales Abdul Karim Qasim y Abdul Salam Arif del Ejército iraquí derrocaron al monarca del país y, al día siguiente, murió asesinado el primer ministro, uno de los principales opositores de Nasser, Nuri al-Said. Nasser reconoció al nuevo Gobierno y declaró que «todo ataque contra Irak equivalía a un ataque contra la RAU». El 15 de julio, los infantes de marina estadounidenses desembarcaron en el Líbano y fuerzas especiales británicas se desplegaron en Jordania a instancias de sus Gobiernos respectivos para impedir la toma del poder por fuerzas favorables a Nasser. Este creía que la revolución iraquí allanaba el camino a la unificación de las naciones árabes.. El 19 de julio, Nasser declaró por primera vez que sopesaba la creación de una unión árabe, aunque no tenía planes para integrar Irak en la RAU. Aunque la mayoría de las miembros del consejo revolucionario iraquí deseaban una unión con la RAU, Qasim trataba de garantizar la independencia iraquí y le inquietaba la simpatía popular por Nasser.
En el otoño de 1958, Nasser formó un comité tripartito compuesto por Zakaria Mohieddin, Akram Hourani y Salah Bitar para supervisar los acontecimientos en Siria. Al traer a estos dos últimos, miembros del partido Baaz, a El Cairo, neutralizó a estas destacadas figuras políticas, que tenían sus propias ideas sobre la manera de gestionar Siria. Dejó el dominio de esta a Sarraj, que impuso un Estado policial que apresó y exilió a los terratenientes que se oponían a la reforma agraria. Como consecuencia de la elección del presidente libanés Fuad Chehab en septiembre de 1958, las relaciones entre el Líbano y la RAU mejoraron considerablemente. El 29 de marzo de 1959, Chehab y Nasser se reunieron en la frontera sirio-libanesa para poner final a la crisis en el Líbano.

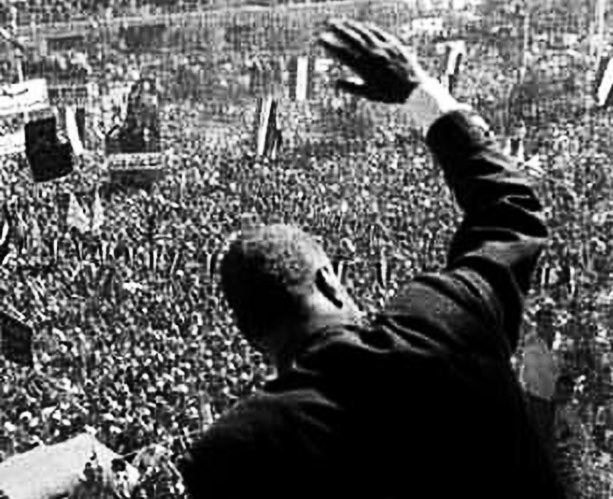
Nasser saluda la multitud en Damasco en octubre de 1960.

En marzo de 1959, las fuerzas de Qasim desbarataron un alzamiento organizado en Mosul por partidarios de Nasser. El presidente egipcio sopesó enviar tropas para sostener la insurrección, pero finalmente renunció a ello. Nasser prosiguió la represión de los comunistas egipcios debido al apoyo clave que los comunistas iraquíes proporcionaban a Qasim. Varios miembros influyentes del partido comunista fueron arrestados, entre ellos el antiguo aliado de Nasser, Jaled Mohieddin, al que se había autorizado a volver en Egipto en 1956. En diciembre, la situación política en Siria se estaba deteriorando y Nasser reaccionó nombrando a Amer gobernador general junto a Sarraj. Los mandatarios sirios se opusieron a esta medida y muchos dimitieron. Nasser se reunió más tarde con los jefes de la oposición y durante una tensa discusión declaró que era el presidente «elegido» de la RAU y que los que no aceptasen su autoridad podían «irse».

### Disolución de la RAU
La oposición a la República Árabe Unida se incrementó en Siria, en particular entre las elites económicas, políticas y militares. Como respuesta al deterioro de la economía siria, que Nasser atribuía a que estaba dominada por la burguesía, este decidió en julio nacionalizar grandes sectores económicos. También destituyó a Sarraj en septiembre, para frenar la crisis política que se agudizaba. El historiador Aburish indica que Nasser no era totalmente capaz de gestionar los problemas sirios porque «le eran ajenos». En Egipto, la situación económica era más estable: el PIB crecía un 4,5 % y se estaba produciendo una rápida expansión de la industria. En 1960, Nasser nacionalizó la prensa, que ya favorecía a su gobierno, para orientar la atención del público hacia las cuestiones socioeconómicas del país y aumentar el apoyo del pueblo a sus reformas socialistas.
El 28 de septiembre de 1961, unidades del Ejército partidarias de la secesión organizaron un golpe de Estado en Damasco y proclamaron la independencia de Siria. Como consecuencia, unidades favorables a la unión destinadas en el norte del país se amotinaron y se produjeron protestas en favor de Nasser en las principales ciudades sirias. Al principio, este desplegó las fuerzas especiales en Latakia para reforzar a sus partidarios, pero las retiró dos días más tarde, alegando su rechazo a autorizar combates entre árabes. Al comentar la disolución de la RAU el 5 de octubre, Nasser afirmó que asumía personalmente la responsabilidad del hecho. y declaró que Egipto reconocería al Gobierno sirio si era elegido. En privado, acusó de intromisión a los Gobiernos árabes hostiles. Según Heikal, Nasser tuvo una crisis nerviosa y su salud comenzó a empeorar después de la disolución de la unión. También comenzó a fumar cada vez más.
En octubre de 1961, Nasser emprendió un gran programa de nacionalización, ya que sostenía que la adopción total del socialismo era la solución a los problemas del país y habría permitido incluso evitar la secesión de Siria. La Unión nacional recibió un nuevo nombre: el de Unión Socialista Árabe; las medidas adoptadas permitieron al Gobierno egipcio controlar el 51 % de la economía del país en 1962.[ A estas medidas económicas se unió una mayor represión, que se reflejó en el encarcelamiento de millares de islamistas, de los cuales decenas eran oficiales del Ejército.

### Renovación regional

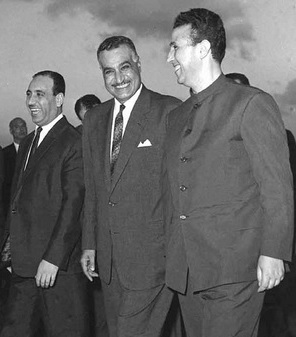
Nasser (en el centro) recibe al presidente argelino Ahmed Ben Bella (derecha) y al presidente iraquí Abdul Salam Arif (izquierda), que acuden a la cumbre de la Liga árabe que se celebró en Alejandría en septiembre de 1964.

La posición de Nasser en la región cambió repentinamente cuando oficiales yemeníes acaudillados por Abdullah al-Sallal, partidario de aquel, derrocaron al rey Muhammad al-Badr de Yemen del Norte el 27 de septiembre de 1962. Al-Badr y sus partidarios comenzaron a recibir ayuda de Arabia Saudí para restaurar la monarquía, mientras que Abdullah al-Sallal aceptó la de Nasser para consolidar su nuevo gobierno. Egipto quedó así envuelto en una guerra subsidiaria contra Arabia Saudita al participar en la guerra civil yemení, hasta que retiró sus fuerzas del país en 1967. La mayoría de los antiguos compañeros de Nasser dudaban de lo oportuno de participar en la guerra yemení, pero Amer aseguró al presidente egipcio que la victoria se lograría pronto. Nasser indicó en 1968 que la intervención en Yemen había sido un «error de juicio».
El 8 de febrero de 1963, el partido Baaz iraquí dio un golpe de Estado y los partidarios de Nasser derrocaron a Qasim, que fue ejecutado luego. Asumió la presidencia el nasserista Abdul Salam Arif. Un golpe de Estado similar derrocó al Gobierno sirio el 8 de marzo. Las nuevas autoridades sirias e iraquíes enviaron delegaciones a Egipto para abogar por el establecimiento de una nueva unión árabe el 14 de marzo. Durante una reunión, Nasser criticó con dureza a los baasistas que «facilitaron la secesión de Siria de la RAU» y afirmó que él era el «jefe de los árabes». Se firmó el 17 de abril un acuerdo provisional que preveía la creación de un Estado federal y que debía entrar en vigor en mayo de 1965. La unión quedó anulada sin embargo a causa de las purgas de partidarios de Nasser del Ejército sirio. El coronel nasserista Jassem Alwan organizó un golpe de Estado para intentar retomar el control del país, pero fracasó y Nasser calificó a los baasistas de «fascistas».

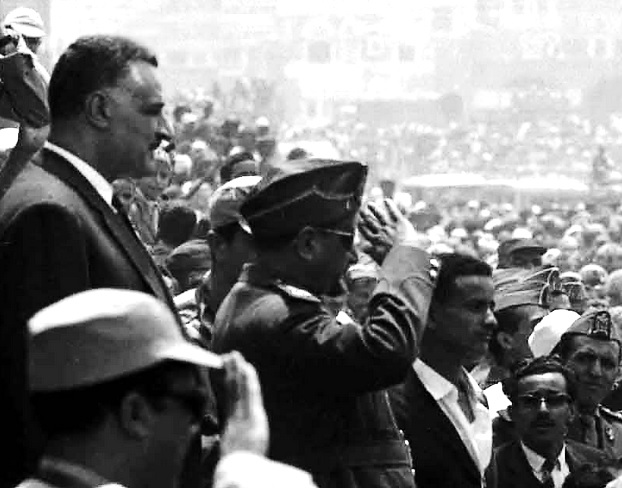
Nasser y el presidente yemení Abdullah al-Sallal (que saluda) en Saná en abril de 1964.

En enero de 1964, Nasser organizó una reunión de la Liga árabe en El Cairo para redactar una respuesta común a los planes israelíes para desviar el curso del Jordán, lo que Siria y Jordania consideraban un acto de guerra. Nasser atribuyó a las divisiones entre árabes lo que calificó de «situación desastrosa». Criticó las acciones de las guerrillas sirias y palestinas contra Israel, indicando que no estaba listo para entrar en guerra contra este. Durante la cumbre, Nasser estableció relaciones cordiales con el rey Husein y se restablecieron vínculos con los dirigentes de Arabia Saudita, Siria y Marruecos. En mayo, Nasser aceptó formalmente compartir la autoridad sobre la cuestión palestina al fundar la Organización para la Liberación de Palestina (OLP). En la práctica, Nasser utilizó a la OLP para controlar las unidades paramilitares palestinas y su primer presidente, Ahmed Shukeiri, fue el candidato personal de Nasser.
Después de años de coordinar su política exterior, Nasser, el presidente yugoslavo Tito y el presidente indio Nehru fundaron el Movimiento de Países No Alineados en 1961. Su objetivo era asegurar la neutralidad del Tercer Mundo, reforzar la cooperación entre los países en vías de desarrollo y cooperar en el final de la colonización. En 1964, Nasser fue elegido presidente de la organización y la segunda conferencia del movimiento se celebró en El Cairo. Ese mismo año, Nasser recibió la distinción de Héroe de la Unión Soviética.
Fue una de las figuras claves del refuerzo de la solidaridad africana a finales de la década de 1950 y principios de la siguiente, aunque el puesto de país con mayor influencia en el continente pasó progresivamente de Egipto a Argelia a partir de 1962. Durante este periodo, Nasser hizo de Egipto un refugio para los jefes de los movimientos independentistas africanos y autorizó la difusión de propaganda anticolonial desde El Cairo. A partir de 1958, desempeñó un papel decisivo en las discusiones que llevaron a la creación de la Organización para la Unidad Africana en 1963.

## Modernización y tensiones internas

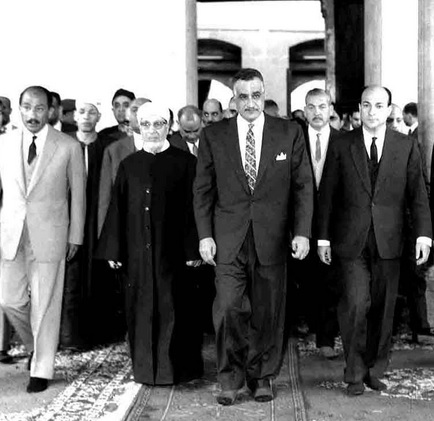
Rezo del Viernes en la Mezquita de al-Azhar en enero de 1966. De izquierda a derecha: el presidente de la asamblea nacional Anwar el-Sadat, el gran imán Hassan Mamun, Nasser, el vicepresidente Hussein el-Shafei y el ministro del Interior, Zakaria Mohieddin.

En 1961, Nasser trató de establecer firmemente el dominio de Egipto en el mundo árabe y de promover una segunda revolución para fusionar las ideologías socialistas e islámicas y satisfacer los deseos de la población. Con este fin, acometió varias reformas para modernizar la Universidad de al-Azhar —que era en la práctica la autoridad principal del islam suní— y reforzar su dominio sobre los Hermanos Musulmanes y el wahabismo más riguroso defendido por Arabia saudí.. Nasser había utilizado a los ulemas (universitarios) más favorables como contrapeso de la influencia de los Hermanos Musulmanes desde 1953. Obligó a la universidad a modificar su programa educativo, que servía de modelo al resto del sistema educativo egipcio; esto permitió la apertura de escuelas mixtas y la introducción de la enseñanza de la evolución en el currículo. Se aprobaron también reformas para fusionar los tribunales religiosos y civiles. Obligó también a la universidad a emitir una fetua para mejorar la integración de los chiitas, alauitas y drusos en el seno de la sociedad; a estos grupos durante varios siglos se les había considerado herejes.
Como consecuencia de la secesión siria, se preocupó cada vez más por la incapacidad de Amer de modernizar el Ejército, que había creado un verdadero Estado dentro del Estado, con sus propios servicios de información. A finales de 1961, creó un consejo presidencial y le otorgó autoridad para filtrar los nombramientos al Estado Mayor, potestad que hasta entonces había tenido Amer. Exigió igualmente que el principal criterio para los ascensos fuese el mérito y no las relaciones personales del candidato. Sin embargo, tuvo que abandonar estas reformas cuando los oficiales que simpatizaban con Amer amenazaron con amotinarse. A comienzos de 1962, intentó nuevamente retomar el control del aparato militar. Amer reaccionó enfrentándose directamente a Nasser por primera vez y reuniendo secretamente a los oficiales que le eran fieles. Nuevamente, Nasser cedió para evitar un posible conflicto entre las autoridades civiles y las militares. Según Boghdadi, la tensión suscitada por el desmembramiento de la RAU y la autonomía creciente de Amer impelió a Nasser, que sufría ya de diabetes, a comenzar a tomar analgésicos, cuyo consumo mantuvo hasta el final de su vida.

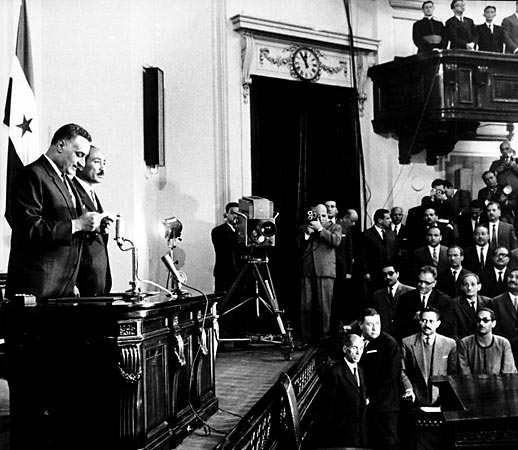
Nasser presta juramento en la toma de posesión de su segundo mandato como presidente, el 25 de marzo de 1965.

Para organizar y reforzar las simpatías populares y limitar la influencia del Ejército, Nasser promulgó una nueva Constitución en 1963. Presentó igualmente reformas para crear un sistema de seguro por enfermedad, de viviendas sociales y de formación profesional, para ampliar el canal de Suez, reforzar los derechos de las mujeres y poner en marcha una planificación familiar. Trató también de mantener el control sobre la función pública del país, para evitar que creciese en demasía y resultase una carga para la economía. Nuevas leyes instauraron el salario mínimo, la gratuidad de la educación y una reducción del tiempo de trabajo. Se emprendieron reformas agrarias para incrementar la producción agrícola y reducir la pobreza rural. El 15 de marzo de 1965, Nasser fue reelegido presidente con el 100 % de los votos y el mismo año, se apresó al principal ideólogo de los Hermanos Musulmanes, Said Qotb. Este fue condenado por haber planeado el asesinato de Nasser y ajusticiado en 1966. A partir de ese año, como la economía egipcia comenzaba a mostrar signos de debilidad y la deuda resultaba una carga cada vez mayor, Nasser decidió reducir el control estatal del sector privado, facilitar los préstamos bancarios y fomentar las exportaciones. Ese mismo año, sufrió un infarto.

¿El socialismo se opone en sus principios a la religión? Algunos así lo pretenden. Pero eso significaría que la religión justifica la explotación. La religión nunca ha dicho eso. La religión musulmana es una religión socialista al cien por cien (..) El socialismo no es, consecuentemente, más que la aplicación de justicia social mencionada en la religión.
Nasser, discurso del 12 de marzo de 1965.

## Guerra de los Seis Días

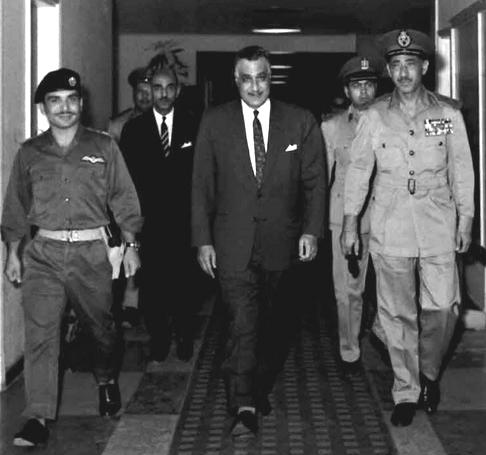
Nasser (en el centro), el rey Husein de Jordania (a la izquierda) y Amer (a la derecha) en el cuartel general egipcio, antes de la firma del pacto de ayuda mutua del 30 de mayo de 1967.

A principios de 1967, la Unión Soviética advirtió a Nasser de la inminencia de un ataque israelí a Siria. Amer utilizó este aviso como pretexto para desplegar el 14 de mayo tropas en el Sinaí y exigir la retirada de las fuerzas de la Organización de Naciones Unidas, sin pedir para ello la autorización de Nasser.r El mismo día, Nasser recibió un mensaje del rey Husein de Jordania, cuyas fuentes en Washington le habían informado de que los Estados Unidos e Israel conspiraban para provocar a Egipto a entrar en un conflicto Amer había recibido el mensaje el 2 de mayo, pero a Nasser no se lo comunicaron hasta el 14 de mayo, después del despliegue de las fuerzas en el Sinaí. Aunque las relaciones entre Nasser y Husein eran tirantes, este temía que una guerra condujese a la ocupación israelí de Cisjordania El 15 de mayo, Nasser intentó reducir las tensiones pidiendo a la ONU que limitase la retirada de sus fuerzas al norte del Sinaí, pero esta rechazó la solicitud A pesar de las advertencias, Nasser continuaba creyendo que los Estados Unidos impedirían actuar a Israel Por su parte, aseguró tanto a los Estados Unidos y como a la Unión Soviética que Egipto se limitaría a defenderse y no atacaría a Israel.
Amer ordenó el 21 de mayo el bloqueo de los estrechos de Tirán sin la autorización de Nasser, acción que podía suponer un casus belli con Israel. Amer le comunicó que el Ejército estaba listo para combatir, pero Nasser lo dudaba. Amer esperaba un ataque israelí en cualquier momento y abogaba por emprender una guerra preventiva, pero Nasser descartó la idea pues consideeraba que las Fuerzas Aéreas carecían de pilotos suficientes y los jefes que habían nombrado Amer no eran competentes. Nasser creía, sin embargo, que en caso de agresión israelí la superioridad egipcia, tanto en soldados como en armamento, bastaría para detener el avance del enemigo al menos dos semanas, tiempo que calculaba suficiente para que las negociaciones diplomáticas permitiesen alcanzar una tregua. A finales de mayo, Nasser comenzó a pensar que la guerra era inevitable y adoptó una posición más beligerante, acuciado tanto por las opinión pública como por los demás Gobiernos árabes. El 30 de mayo, el rey Husein de Jornadia suscribió una alianza árabe con Egipto y Siria.
La mañana del 5 de junio, la Fuerza Aérea israelí emprendió la Operación Foco en la que destruyó casi toda la aviación egipcia. Ese mismo día, las unidades blindadas israelíes quebraron las líneas egipcias y conquistaron el pueblo de El Arish. Al día siguiente, Amer ordenó la retirada inmediata del Sinaí. Según Sadat, Nasser no percibió la gravedad de la situación hasta que el enemigo cercó a la guarnición de Sharm el-Sheij. Tras recibir la noticia del ataque israeĺí, se trasladó al cuartel general para informarse acerca de la situación militar. La tensión latente entre Nasser y Amer de desató en una agria discusión entre los dos que los oficiales que la presenciaron describieron como «un duelo verbal continuo». El comité ejecutivo supremo creado por Nasser para investigar la actuación del Ejército en la contienda atribuyó los fallos de este a la rivalidad entre los Nasser y Amer y a la incompetencia de este último..

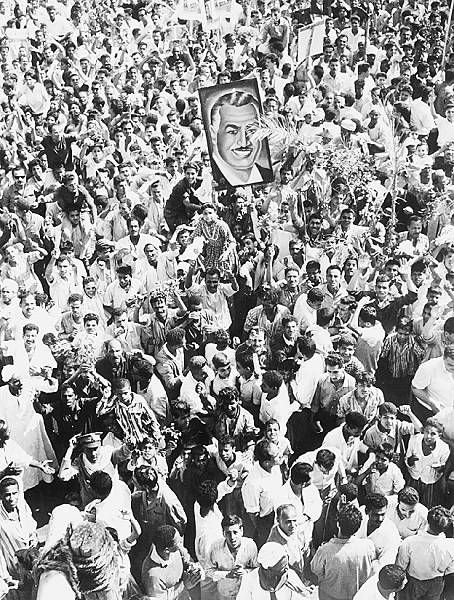
Manifestantes egipcios protestan contra la dimisión de Nasser en 1967.

Israel se adueñó rápidamente tanto del Sinaí como de la franja de Gaza, que hasta entonces había dominado Egipto, de Cisjordania —ocupada por Jordania— y de los Altos del Golán sirios; pese a ello, la propaganda árabe continuó anunciando durante cuatro días la inminente victoria de los ejércitos árabes. El 9 de junio, Nasser apareció en televisión para comunicar a sus conciudadanos la derrota árabe. Presentó su dimisión ese mismo día y entregó el poder al vicepresidente Zakaria Mohieddin quien, sin embargo, se negó a aceptarlo, pues no se le había comunicado por anticipado la decisión de Nasser. Centenares de miles de seguidores salieron a las calles de Egipto y de otros países árabes para mostrar su apoyo a Nasser y rechazar la dimisión. Nasser la retiró al día siguiente. El 11 de julio, sustituyó a Amer al frente de las Fuerzas Armadas y nombró en su lugar a Mohamed Fawzi. En protesta por la destitución, seiscientos partidarios de Amer acudieron al cuartel general para exigir que se anulase. Nasser destituyó a treinta oficiales; Amer y sus seguidores prepararon un golpe de Estado para el 27 de agosto. Nasser se enteró de las actividades de los sediciosos y, tras varias invitaciones, convenció a Amer para que acudiese a verlo el 24 de agosto. Detenido, Amer se suicidó el 14 de septiembre. Pese a que la relación entre los dos había empeorado, Nasser lamentó la pérdida de «la persona que le era más cercana». A continuación, Nasser abordó un proceso de despolitización de las Fuerzas Armadas y detuvo a decenas de partidarios del difunto Amer.
En la reunión de la Liga Árabe de 1967 celebrada en Jartum en agosto de ese año, quedó patente el debilitamiento de la posición de Nasser, que normalmente dominaba estos acontecimientos; los jefes de Estado presentes prefirieron que presidiese la conferencia el rey Faisal de Arabia Saudí. Se firmó un armisticio en Yemen y las sesiones concluyeron con la aprobación de la resolución de Jartum. La Unión Soviética restituyó la mitad del armamento egipcio destruido por Israel durante la contienda y rompió las relaciones diplomáticas con este. Nasser hizo lo propio con los Estados Unidos y, según Aburish, dejó de «enfrentar a las dos superpotencias». En noviembre, aceptó la Resolución 242 del Consejo de Seguridad de las Naciones Unidas que exigió que Israel se retirase de los territorios que había conquistado durante el conflicto. Sus seguidores afirmaban que esta decisión la tomó para tener tiempo para prepararse para una nueva guerra; sus detractores, por el contrario, afirmaban que su aceptación se debió a que perdió interés en la causa palestina.

## Últimos años

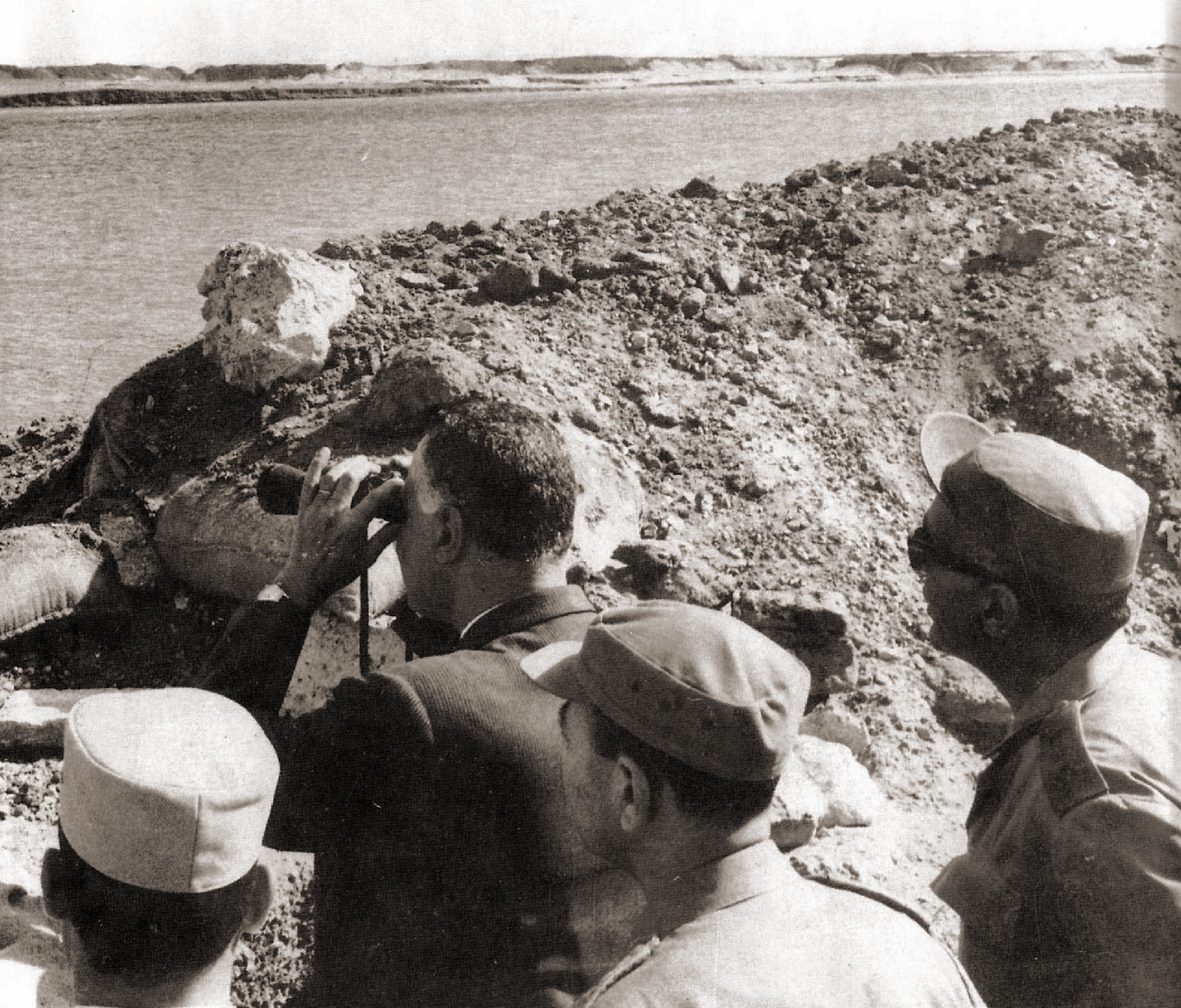
Nasser observa el canal de Suez durante la guerra de Desgaste de 1968. El general Mohamed Fawzi está justo detrás de Nasser y el jefe del Estado Mayor, Abdul Munim Riad, está a su derecha.

Nasser asumió los cargos de primer ministro y jefe de las Fuerzas Armadas el 19 de junio de 1967. A finales de febrero de 1968, obreros y estudiantes se manifestaron contra la clemencia que se suponía se iba a otorgar a los militares condenados por negligencia tras la guerra de los Seis Días. Nasser reaccionó ante estas protestas, las más importantes acaecidas durante su mandato desde las de marzo de 1954, destituyendo a la mayoría de los militares que aún formaban parte del Gobierno y nombrando a civiles para presidir la Unión socialista árabe. El 3 de marzo, los servicios de espionaje se reformaron para concentrarse en recabar información en el extranjero y Nasser proclamó el ««fin del Estado del mujabarat».
El 30 de marzo, publicó un manifiesto en el que anunciaba la restauración de los derechos civiles, el aumento de los poderes del Parlamento respecto de los del Ejecutico, una reforma de la estructura de la Unión Socialista Árabe y una campaña para erradicar la corrupción. Los egipcios aprobaron las medidas que había propuesto en un referéndum celebrado en mayo; se organizaron entonces elecciones al comité ejecutivo supremo, el órgano principal de la Unión Socialista. Los observadores indicaron que la declaración de Nasser suponía un gesto de liberalización y el fin de la represión política, si bien muchas de las promesas reformistas que se hicieron no se cumplieron. Nasser nombró a Anwar el-Sadat y a Hussein el-Shafei vicepresidentes en diciembre de 1969. Para entonces, las relaciones entre Nasser y sus antiguos conmilitones como Jaled y Zakaria Mohieddin y su anterior vicepresidente Sabri habían empeorado. A mediados de 1970, Nasser planeaba reemplazar a Sadat con Boghadi, tras haberse reconciliado con este.

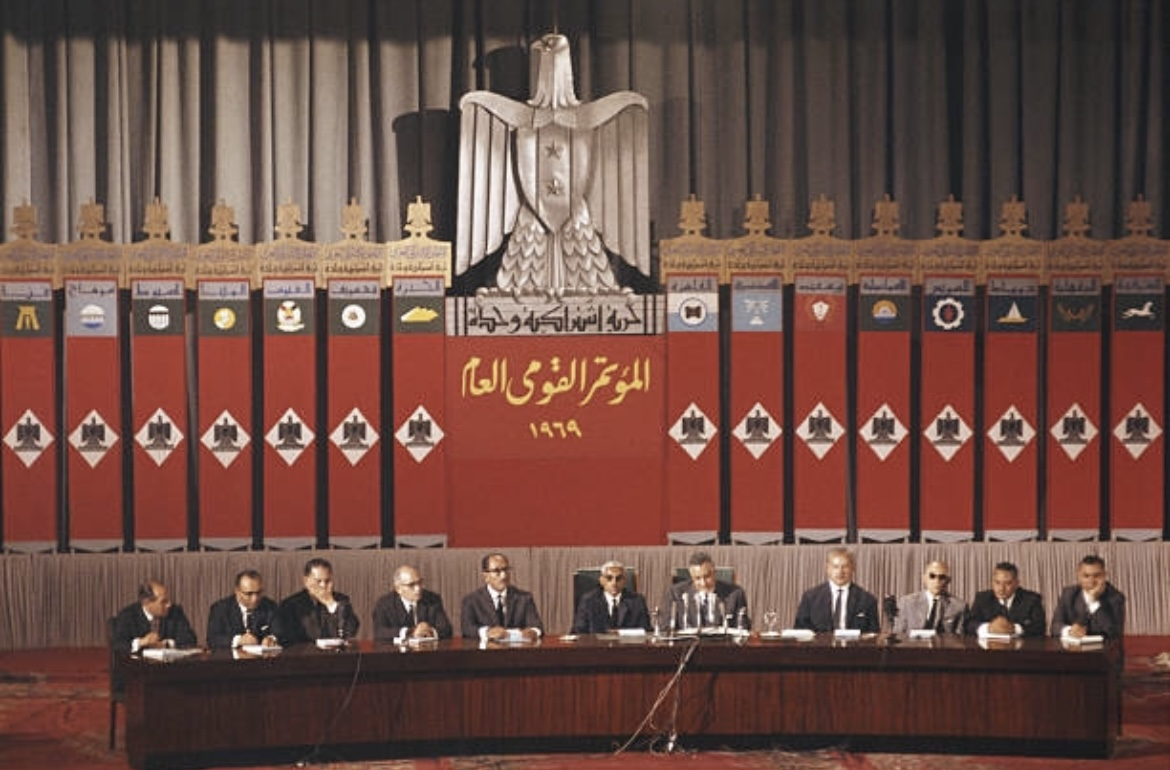
Nasser se dirige a la nación durante la asamblea nacional de la Unión Árabe Socialista en 1969

En enero de 1968, acometió la llamada guerra de Desgaste para recuperar los territorios del Sinaí conquistados por Israel mediante diversos asaltos a las posiciones enemigas en la orilla oriental del canal de Suez, que por entonces estaba cortado. En marzo, entregó armamento y dinero a la organización Fatah de Yasser Arafat, después de que esta se distinguiese en los combates con las tropas israelíes en la batalla de Karameh Además, aconsejó a Arafat que sopesase la conveniencia de firmar la paz con Israel para crear un Estado palestino con Cisjordania y la franja de Gaza. Nasser cedió de esta manera la gestión del problema palestino a Arafat. Israel reaccionó a los ataques egipcios bombardeando los pueblos egipcios de la orilla izquierda del canal de Suez, lo que causó que muchas personas abandonasen la zona. Nasser ordenó el fin de las operaciones militares y emprendió la construcción de una red de defensas, proyecto para el que contó con ayuda financiera de varios países árabes. Los combates se reanudaron en marzo de 1969. En noviembre de ese año, Nasser organizó la firma de los acuerdos de El Cairo entre la OLP y las Fuerzas Armadas del Líbano que debían poner fin a los choques entre las dos y legalizar la presencia de los «fedayines» palestinos en el sur de Líbano.

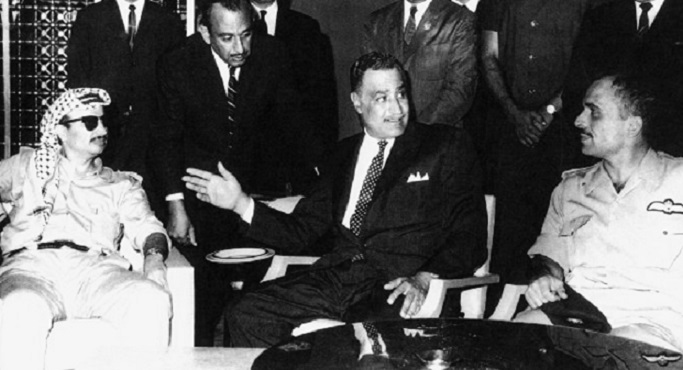
Nasser negoció un armisticio entre Yasser Arafat (izquierda) y el rey Husein de Jordania (derecha) durante una reunión extraordinaria de la Liga Árabe que tuvo lugar el 27 de septiembre de 1970, la víspera de su fallecimiento.

En junio de 1970, Nasser aceptó el plan Rogers presentado por los Estados Unidos que incluía el fin de las hostilidades y la retirada israelí de territorio egipcio; Israel, la OLP y los países árabes salvo Jordania, por el contrario, lo rechazaron. Nasser lo había rechazado también al comienzo, pero acabó por aprobarlo por la insistencia de la URSS, que temía que el conflicto en la región pudiese llegar a enfrentarla a los Estados Unidos en una Tercera Guerra Mundial. Creía además que un armisticio podía ser un primer paso para alcanzar el objetivo principal egipcio: la recuperación del canal de Suez. Tras la aceptación de Nasser, Israel se avino a firmar una tregua, que Nasser aprovechó para colocar misiles tierra-aire en la zona del canal.
Al mismo tiempo, las relaciones entre el Gobierno jordano y la OLP, que gozaba de una autonomía cada vez mayor en el país, empeoraron; tras los secuestros de Dawson's Field, el Gobierno jordano puso en marcha una operación militar para expulsar a la organización palestina de su territorio. Los combates estuvieron a punto de desencadenar una guerra regional y Nasser se apresuró a organizar una reunión de la Liga Árabe el 27 de septiembre para que cesase la lucha.

## Muerte y funerales

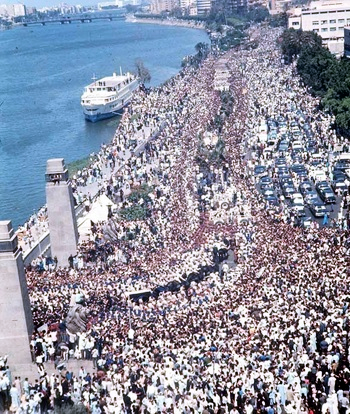
Cinco millones de personas participaron en el cortejo fúnebre de Nasser en El Cairo el 1 de octubre de 1970.

Algunas horas después de despedir al último mandatario árabe que abandonó la reunión el 28 de septiembre de 1970, Nasser sufrió un ataque cardíaco. Se le trasladó de inmediato a su residencia para tratarlo, pero falleció poco después de las seis de la tarde. Heikal, Sadat y la esposa de Nasser, Tahia, estuvieron junto a su lecho de muerte. Según su médico, al-Sawi Habibi, las causas más probables del fallecimiento fueron una arteriosclerosis, varices y complicaciones debidas a la diabetes que sufría. Anteriormente había sufrido ataques cardíacos en 1966 y septiembre de 1969. Nasser era además un fumador empedernido y dos de sus hermanos también fallecieron de ataque cardíaco aproximadamente a la misma edad que él.
Como la mala salud de Nasser no se había comunicado al público su muerte causó gran sorpresa tanto en Egipto como en todo el mundo árabe en general. Casi cinco millones de personas participaron en la procesión fúnebre que tuvo lugar en El Cairo el 1 de octubre. El recorrido de diez kilómetros hasta el lugar donde fue enterrado comenzaba en el antiguo cuartel general del RCC; el vuelo de unos MiG-21 marcó el comienzo de la ceremonia. Su féretro cubierto de la bandera egipcia se colocó en un armón del que tiraban seis caballos. Todos los jefes de Estado de países árabes, salvo el rey Faisal de Arabia Saudita, asistieron a los funerales. El rey Husein de Jordania y Yasser Arafat lloraron durante la ceremonia y el presidente libio Muamar el Gadafi se desmayó dos veces por la emoción. Otros dignatarios extranjeros como el presidente del Consejo de Ministros de la URSS Alekséi Kosygin y el primer ministro francés Jacques Chaban-Delmas también asistieron.

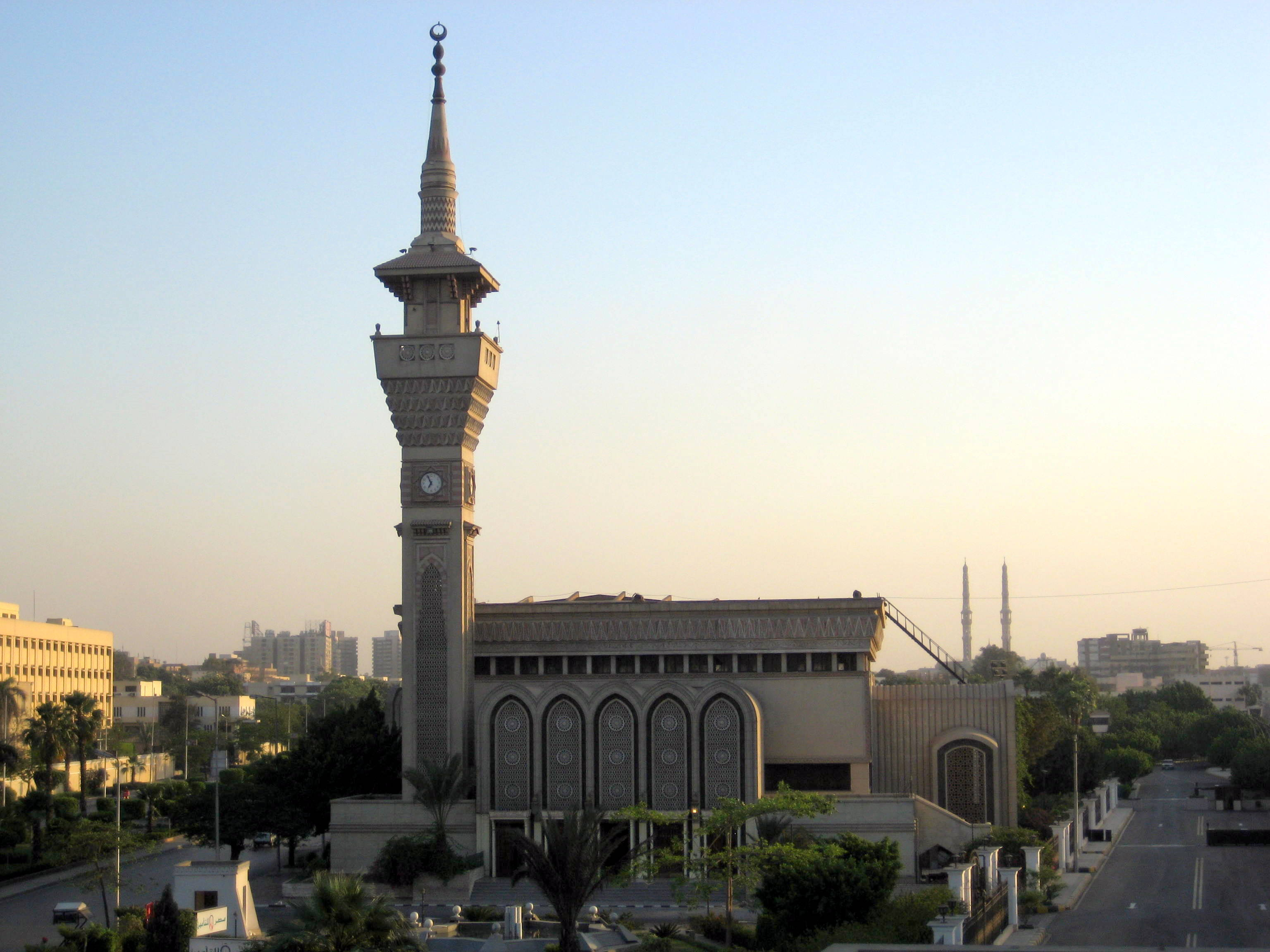
La mezquita Abdel Nasser de El Cairo es el lugar donde está enterrado Nasser.

Al principiar la procesión, la multitud se abalanzó hacia el ataúd prorrumpiendo en gritos de «¡No hay más dios que Alá y Nasser es su bienamado... Todos somos Nasser!». La policía trató infructuosamente de calmar a las masas y al no lograrlo finalmente se evacuó a la mayor parte de los dignatarios extranjeros. El féretro se depositó en la mezquita de al-Nasr, que recibió el nuevo nombre de mezquita Abdel Nasser.
Gracias a su capacidad para desatar las pasiones nacionalistas, el historiador Nutting indica que «hombres, mujeres y niños lloraban por las calles» al enterarse de su muerte. El mundo árabe se encontraba de luto y millares de personas recorrían las calles. Más de diez personas murieron aplastadas en Beirut y unas setenta y cinco mil desfilaron por la ciudad vieja de Jerusalén clamando «¡Nasser no morirá jamás!». Sherif Hatata, antiguo prisionero político y luego miembro de la Unión Socialista Árabe, declaró: «El mayor triunfo de Nasser fueron sus funerales. Nunca el mundo volverá a ver a cinco millones de personas llorando juntas».

## Legado

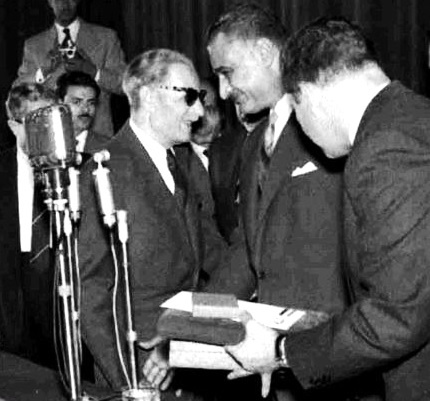
Nasser entrega un premio de literatura a Taha Hussein (con gafas) en 1959.

Nasser transformó Egipto de un protectorado británico a una potencia influyente en el Tercer Mundo. El núcleo de su actividad política fue la consecución de la justicia social, que creía necesaria para la implantación de la democracia liberal. Las reformas que aplicó permitieron la creación de un estado del bienestar; al final de su presidencia, las condiciones de vida habían mejorado palpablemente, si bien el país atravesaba entonces una crisis económica, la pobreza aún estaba muy extendida entre la población y una parte considerable del presupuesto nacional se destinaba al Ejército.
La economía egipcia mejoró gracias a la reforma agraria, las medidas modernizadoras como la construcción de la presa de Asuán o las industrias siderúrgicas de Helwan y los programas de nacionalización como el que se llevó a cabo con el canal de Suez. No obstante, el crecimiento se ralentizó durante las década de 1960 y fue escaso hasta 1970. Egipto disfrutó de una época de apogeo cultural y devino un referente en el mundo árabe en la televisión, el teatro, la literatura y la música.
Durante la presidencia de Hosni Mubarak, comenzaron a surgir partidos nasseristas, como el Partido Nasserista Democrático Árabe fundado en 1992 El movimiento gozó de escasa influencia y sus disensiones originaron escisiones. Uno de los partidos que estas crearon fue el Partido de la Dignidad de Hamdin Sabahi, que quedó tercero en las elecciones presidenciales de Egipto de 2012. Los nasseristas participaron en la creación del Kifaya, uno de los movimientos contrarios a Mubarak. El 19 de septiembre de 2012, cuatro formaciones políticas nasseristas se unieron para formar el Partido Nasserista Unido.

### Imagen pública

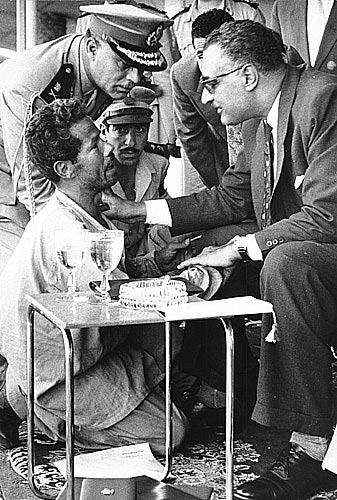
Nasser ofreciendo trabajo a un mendigo al que se había encontrado durmiendo bajo la tribuna presidencial (1959).

Nasser era famoso por la estrecha relación que mantenía con los egipcios de a pie. Entre 1953 y 1970, dio 1359 discursos y según el historiador Elie Podeh, una de las características de la imagen de Nasser era «su capacidad para lo auténtico de los egipcios, tanto el triunfo como en la derrota». El también historiador Tarek Osman escribió:

El límite en el «fenómeno» Nasser entre la aquiescencia pública real y la propaganda estatal es difícil de distinguir en ocasiones. Pero hay un hecho histórico indiscutible_ Gamal Abdel Nasser supuso el único proyecto de desarrollo verdaderamente egipcio en la historia del país desde la desaparición de los faraones. Hubo otros proyectos, pero este difirió en su origen, sus medios y su trascendencia. Esto se debe a que Nasser fue un egipcio que eliminó la monarquía más refinada y estable del Oriente Próximo mediante un golpe de Estado rápido e incruento y que, aclamado por millones de egipcios pobres y oprimidos, puso en marcha un programa de «justicia social», de «progreso y desarrollo» y de «dignidad».

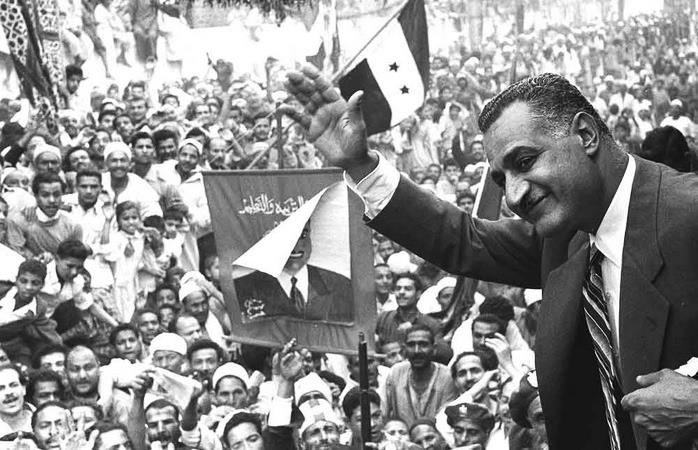
Nasser en El Mansurá en 1960.

Aunque los intelectuales criticaron a Nasser desde la derrota en la guerra de los Seis Días hasta su fallecimiento, mantuvo el favor la opinión, incluso tras su muerte. El politólogo Mahmud Hamad escribió en 2008 que «la nostalgia por Nasser es hoy común, tanto en Egipto como en todos los países árabes».. La crisis de la sociedad egipcia, en particular durante la presidencia de Mubarak, acentuó esta nostalgia por Nasser, que cada vez más se asoció a los ideales de esperanza, cohesión social y vigor cultural.
Nasser quedó así como símbolo de la unidad árabe en todo Oriente Próximo.. La revista Time escribió que, pese a sus errores, Nasser «inspiró un orgullo que [Egipto y los árabes] no habían conocido en cuatrocientos años. Simplemente esto ya bastaría para compensar sus fallos y sus derrotas». El historiador Steven A. Cook escribió en julio de 2013 que «la edad de oro de Nasser representa todavía para muchos la última vez en que Egipto se ha sentido unido, con un mandatario cuyos principios se correspondían a las necesidades de los egipcios de a pie». Durante la Primavera Árabe que derrocó a Mubarak, los manifestantes portaban retratos de Nasser.

### Críticas

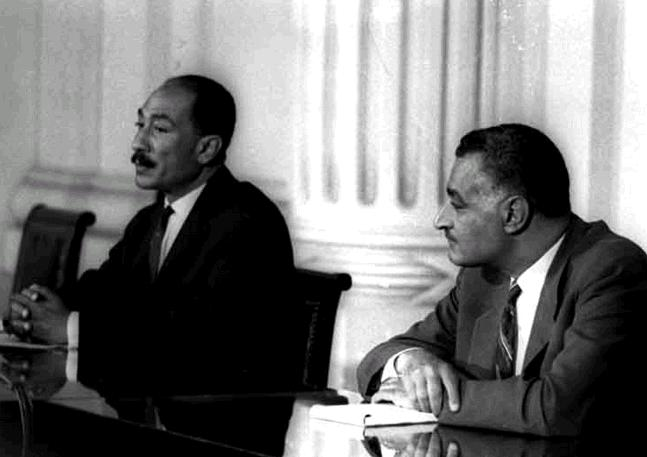
Anwar el-Sadat (izquierda) y Nasser en la asamblea nacional en 1964. Sadat sucedió a Nasser en 1970 y abandonó la política de este.

Durante su discurso de investidura del 7 de octubre de 1970, Sadat proclamó su intención de «seguir la obra de Nasser», pero fue abandonando paulatinamente las ideas nasseristas según mejoró su posición en el país tras la guerra de Yom Kipur de 1973. Puso en marcha una nueva política denominada Infitah («apertura»)  que debía allanar la inversión privada en Egipto.
Los detractores egipcios de Nasser consideraban a este un dictador que impidió el progreso de la democracia, encarceló a millares de opositores y dirigió una administración represora que cometió múltiples violaciones de los derechos humanos. Los islamistas egipcios, y en especial los miembros de los Hermanos Musulmanes, fueron las víctimas principales de la represión nasserista. El escritor liberal Tawfiq al-Hakim describió a Nasser como un «sultán perdido» que utilizaba una retórica arrebatada pero que en realidad carecía de plan para alcanzar los objetivos que se había propuesto.
Algunos adversarios liberales y religiosos afirmaron que la popularidad de Nasser se debía a la manipulación de las masas y a la demagogia. El politólogo egipcio Alaa al-Din Desuki atribuyó el fracaso de la revolución de 1952 a la concentración del poder en manos de Nasser. El politólogo estadounidense Mark Cooper indicó que el carisma de Nasser y la relación directa que mantenía con el pueblo «eliminaba el papel de los intermediarios (tanto organizaciones como individuos)«. Según este, el poder personal de Nasser y la ausencia de instituciones sólidas precipitaron al país a la inestabilidad cuando falleció.

### Influencia en la región

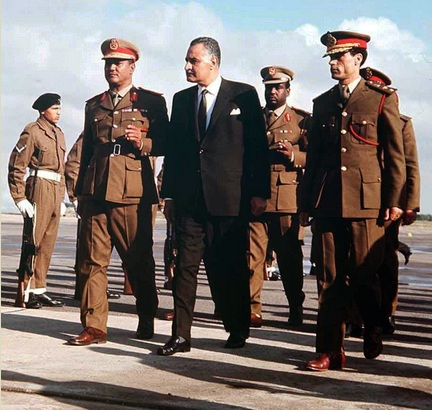
Yaafar al-Numeiry (izquierda), de Sudán, Nasser y Muamar el Gadafi, de Libia (derecha) en el Aeropuerto Internacional de Trípoli en 1969.

Por sus actos, sus discursos y su capacidad para representar la voluntad de los árabes, Nasser inspiró varias revoluciones nacionalistas en el mundo árabe y marcar la política de su generación. Ningún mandatario árabe posterior ha alcanzado su relevancia política ni ha desempeñado como hizo él el papel de caudillo regional. Nasser se comunicaba con las masas árabes, soslayando a sus jefes de Estado y los dirigentes nacionalistas tuvieron que mantener buenas relaciones con él para granjearse el favor de sus propios conciudadanos.

No podemos ocultarnos a nosotros mismos que hemos sufrido un grave revés en los últimos días. pero estoy seguro que todos juntos podremos salir de esta difícil situación aunque para ello necesitemos mucha paciencia, sabiduría, coraje intelectual y una inmensa capacidad de trabajo (...). Yo he tomado una decisión y pido a todos que me ayudéis a adoptarla. He decidido renunciar entera y definitivamente a todas las funciones y a cualquier papel político y unirme a las masas populares para cumplir mi deber con ellas, como cualquier otro ciudadano. Las fuerzas imperialistas imaginan que Gamal Abdel Nasser es su enemigo. Yo quisiera que quede claro para ellos que su enemigo es toda la nación árabe y no Gamal Abdel Nasser.
Nasser, discurso del 9 de junio de 1967 cuando presenta su dimisión al pueblo egipcio.

En diverso grado, el sistema de gobierno estatista de Nasser lo adoptaron casi todas las repúblicas árabes: Argelia, Siria, Irak, Túnez, Sudán y Libia. El primer presidente argelino, Ahmed Ben Bella, fue un ferviente nasserista. Abdullah al-Sallal abolió la monarquía de Yemen del Norte en nombre del panarabismo de Nasser y los golpes de Estado de Irak en julio de 1958 y en Siria en 1963 se inspiraron en las ideas de Nasser. Muamar el Gadafi, que derrocó a Idris I de Libia en 1969, consideraba a Nasser un héroe y trató de ocupar su puesto de «jefe de los árabes» a su muerte. De igual manera, en 1969, el coronel Yaafar al-Numeiry, seguidor de Nasser, tomó el poder en Sudán. El Movimiento Nacionalista Árabe coadyuvó a propalar las ideas panarabistas de Nasser en todo en mundo árabe y, en especial, entre los palestinos y en los países del golfo pérsico. Aunque numerosos dirigentes regionales trataron de imitar a Nasser, según el historiador Podeh «la estrechez de miras» de los mandatarios árabes posteriores «transformaron la imitación [de Nasser] en una mera parodia».

## Vida privada

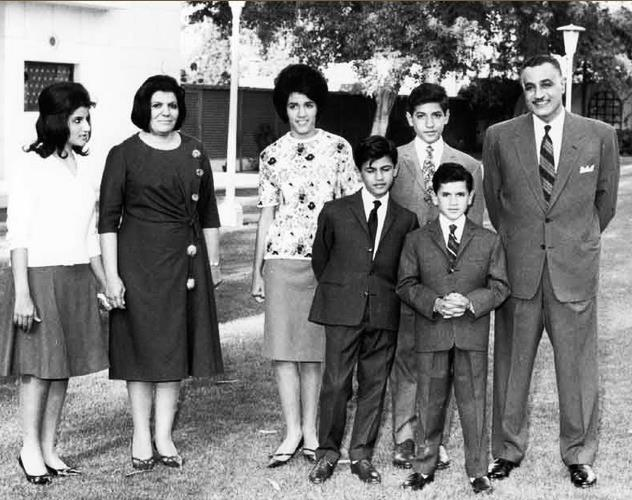
Nasser y su familia en Manshiyat al-Bakri en 1963. De izquierda a derecha: Mona, Tahia, Hoda, Abdel Hakim, Jaled, Abdel Hamid y Nasser.

En 1944, Nasser desposó a Tahia Kazem, que entonces tenía veintidós años y provenía de una familia acomodada. Tanto su padre, iraní, como su madre, egipcia, habían fallecido cuando ella era aún joven. A Nasser se la presentó el hermano de ella, Abdel Hamid Kazem, comerciante y amigo de aquel, en 1943. Tras la boda, los esposos se mudaron a Manshiyat al-Bakri, en las afueras de El Cairo, donde residieron el resto de sus vidas. El ingreso de Nasser en el cuerpo de oficiales le otorgó un salario con el que vivir desahogadamente en una sociedad caracterizada por la pobreza. Esto no le hizo, sin embargo, disponer de riquezas parecidas a las de los privilegiados del país; Nasser conservó siempre cierto resentimiento hacia los que habían nacido con dinero y poder. Aunque la pareja hablaba en ocasiones de política, Nasser trató en lo posible de separar su carrera de la vida privada. Pasaba gran parte del tiempo libre con sus dos hijas y tres hijos: Hoda, Mona, Jaled, Abdel Hamid y Abdel Hakim.
Pese a defender la laicidad, Nasser era un musulmán practicante que realizó dos peregrinaciones a La Meca, en 1954 y en 1965. Tenía fama de incorruptible,, un rasgo que realzó todavía más su reputación entre los egipcios y los árabes en general. Entre sus aficiones se contaban la fotografía, el ajedrez, la lectura de los periódicos —tanto los escritos en árabe como en inglés y francés—, las películas estadounidenses y la música clásica.
Tenía pocos vicios y de estos destacaba el tabaquismo. Era normal que tuviese jornadas de trabajo de dieciocho horas y no solía coger vacaciones. Estas circunstancias coadyuvaron a minar su salud. A principios de la década de 1960 le diagnosticaron diabetes y cuando falleció sufría también arteriosclerosis, alguna cartiopatía e hipertensión. Sufrió dos infartos, en 1966 y en 1969, y después del segundo tuvo que guardar cama durante seis semanas. Sin embargo, los medios de difusión gubernamentales atribuyeron esta larga ausencia a un ataque de gripe.